# General Dynamics F-16 Fighting Falcon

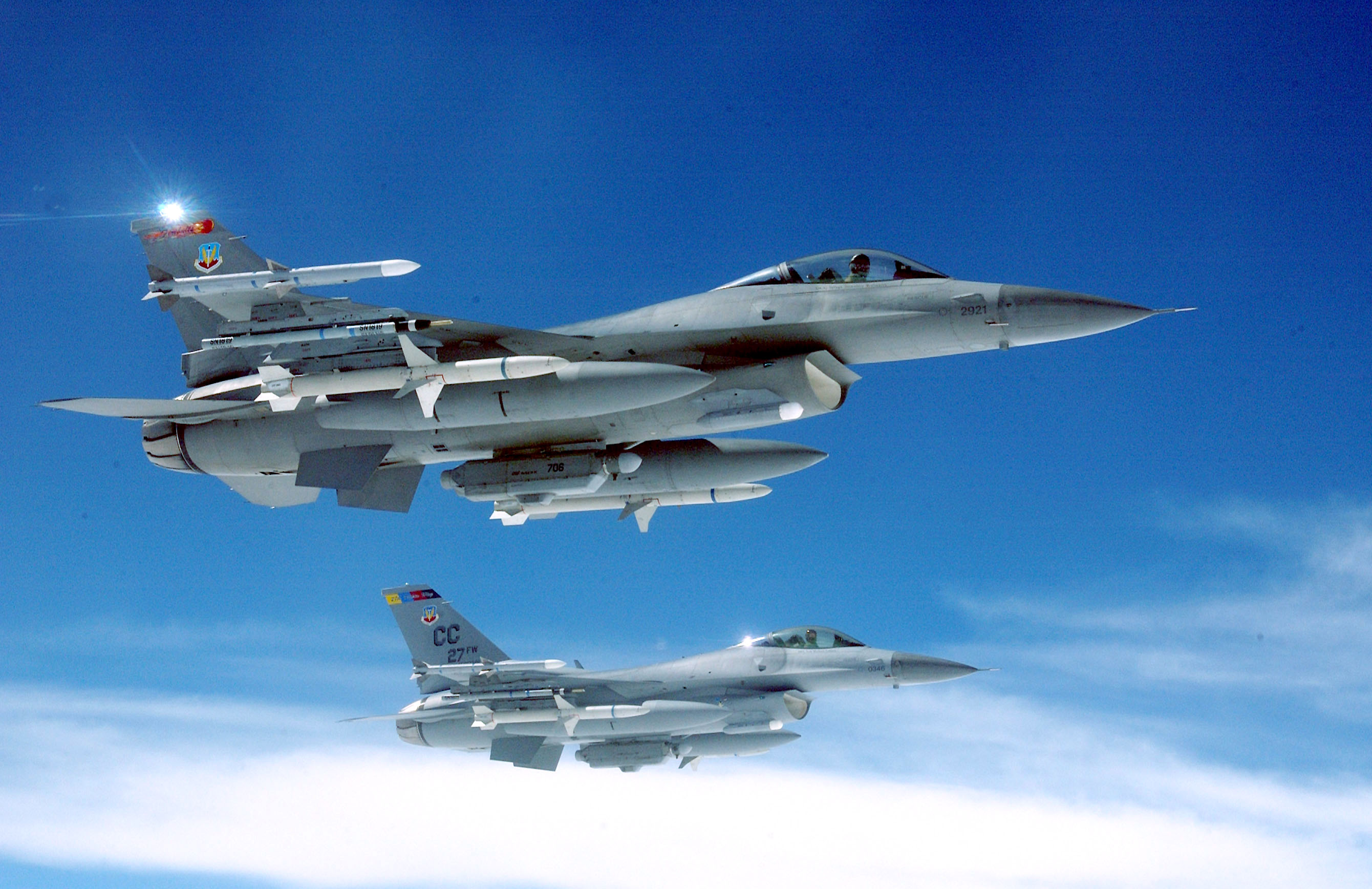
Due F-16C del 27th Fighter Wing, Cannon Air Force Base nel Nuovo Messico, diretti verso il Nevada Test and Training Ranges per una Red Flag (missione di addestramento).

L'F-16 Fighting Falcon è un aereo da combattimento multiruolo, monomotore, sviluppato in origine dalla General Dynamics per l'aeronautica militare statunitense.
Progettato come caccia leggero, si è poi evoluto in velivolo multiruolo con una massima quota raggiungibile di circa 15 000 metri. È stato scelto dalle forze aeree di 25 nazioni. L'F-16 è il più grande progetto occidentale di aereo da combattimento, con gli oltre 4 500 esemplari realizzati dall'inizio della sua produzione nel 1976. Anche se non è più acquistato dall'Aeronautica statunitense, sue versioni più recenti sono ancora prodotte per il mercato estero. Nel 1993 la General Dynamics vendette tutto il comparto relativo alla costruzione di aerei alla Lockheed Corporation che poi si trasformò in Lockheed Martin dopo la fusione nel 1995 con la Martin Marietta.

## Storia

### Origine
L'Aeronautica e la Marina statunitense all'inizio degli anni '60 conclusero che il futuro del combattimento aereo sarebbe stato determinato da missili sempre più sofisticati. Il "Project Forecast", un tentativo dell'Aeronautica per identificare i futuri sviluppi delle armi, sosteneva fortemente lo sviluppo di aerei da combattimento progettati in modo da essere a lungo raggio e possedere elevate velocità, oltre ad essere equipaggiati con sistemi radar in grado di rilevare e attaccare gli aerei nemici oltre il raggio visivo. Queste caratteristiche avrebbero reso i futuri aerei da combattimento molto simili ad aerei intercettori più pesanti del solito, tecnologicamente sofisticati e maggiormente costosi. All'inizio degli anni '60, sia l'Aeronautica che la Marina impiegavano l'F-4 Phantom II come aereo a lungo e medio raggio, mentre il General Dynamics F-111 all'epoca era ancora in via di sviluppo. L'errata diminuzione di importanza da riservare alle capacità di combattimento a breve distanza (dog-fight) portò alla decisione di non installare i cannoni all'interno del Phantom.
La guerra del Vietnam rivelò alcune mancanze nelle capacità di combattimento degli aerei statunitensi, poiché le prime generazioni di aerei sovietici si dimostrarono più ostici del previsto per i piloti statunitensi. Anche se questi ultimi raggiunsero un tasso abbattimento/perdite migliore, i combattimenti dimostrarono che i missili aria-aria erano decisamente meno affidabili del previsto. Inoltre le regole di ingaggio impedivano nella maggior parte dei casi l'impiego dei missili a lungo raggio, poiché normalmente era richiesta l'identificazione visiva. In queste condizioni i combattimenti si svolgevano a brevi distanze e la manovrabilità degli aerei, unitamente ai missili aria-aria a corto raggio, divenne un fattore decisivo anche per i velivoli intercettori come gli F-102 Delta Dagger.
La necessità di una nuova generazione di caccia da superiorità aerea costrinse l'Aeronautica statunitense ad avviare due studi di sviluppo nel 1965: il progetto "Fighter Experimental" (FX), che prevedeva un velivolo a doppio propulsore con ali a geometria variabile e con un peso di circa 27200 kg, e il progetto "Advanced Day Fighter" (ADF), un velivolo leggero con peso di 11300 kg che avrebbe dovuto superare le performance del MiG-21 del 25%. Tuttavia, l'introduzione nel luglio 1967 del MiG-25 'Foxbat', in grado di raggiungere velocità di Mach 3, portò l'Aeronautica americana a scartare il progetto ADF per sviluppare il Fighter Experimental, che produsse l'F-15 Eagle, un velivolo da 18100 kg di peso.
In base alle esperienze maturate nella guerra di Corea ed essendo anche un istruttore di volo, all'inizio degli anni '60 il Colonnello John Boyd e il matematico Thomas Christie svilupparono la teoria della "manovra di energia". Quest'ultima considera il mantenimento del valore dell'energia specifica dell'aereo come un vantaggio nel combattimento manovrato. La manovrabilità veniva ad essere, quindi, una condizione necessaria per potersi inserire validamente nel ciclo decisionale dell'avversario, un processo chiamato da Boyd "ciclo OODA" (acronimo per "Osservazione-Orientamento-Decisione-Azione"). Questo approccio enfatizzava lo sviluppo di un velivolo in grado di permettere al suo pilota rapide manovre con repentine modifiche di velocità, quota e direzione. Questi parametri richiedevano un aereo leggero in modo da minimizzare la resistenza e aumentare il rapporto spinta-peso, e delle ali più grandi e con maggiore portanza per minimizzare la resistenza, che in genere tende a ridurre la velocità massima, e un raggio d'azione inferiore, facilmente compensabile con dei serbatoi aggiuntivi sotto le ali.
Le teorie di Boyd contribuirono a contenere le dimensioni del progetto dell'F-15, un velivolo molto grande che rischiava di diventare una seconda versione dell'F-111, e venne ipotizzato che l'F-15 dovesse essere complementato da un grande numero di aerei più piccoli. Al termine degli anni '60 Boyd raccolse attorno a sé un gruppo di progettisti che formarono la cosiddetta "cricca del caccia leggero" (in inglese Fighter Mafia). Nel 1969 fu concessa la possibilità di assicurarsi dei fondi per uno studio di convalida dell'integrazione della teoria dell'energia di manovra con analisi del rapporto rischi-benefici. La General Dynamics ricevette 149 000 $ e la Northrop 100 000 $ per sviluppare progetti che implementassero la teoria di Boyd: un aereo da combattimento piccolo, leggero, a basso drag e senza bombe. I progetti delle due aziende aeronautiche furono rispettivamente l'YF-16 e l'YF-17.

### Programma caccia leggero
Anche se i proponenti del progetto FX rimasero ostili al programma poiché era considerato una minaccia al progetto F-15, il concetto ADF (Advanced Day Fighter), ridenominato F-XX, guadagnò il supporto politico del segretario della difesa David Packard, che era favorevole all'idea di sviluppare dei prototipi concorrenti. Di conseguenza, nel maggio 1971 venne formato il gruppo di studio per il prototipo, con a capo Boyd, e due delle sei proposte vennero finanziate. Una di esse era il prototipo Lightweight Fighter (LWF - Caccia leggero). Le specifiche, inviate il 6 gennaio 1972, richiedevano un velivolo da 9100 kg, ottimizzato per il combattimento aria-aria a velocità di Mach 0,6 - 1,6 e altitudini di 9 150 – 12 200 m, con elevate capacità di accelerazione. Infatti, i futuri combattimenti, secondo le previsioni dell'Aeronautica, si sarebbero dovuti svolgere in base a questi parametri. Le previsioni erano basate sullo studio dei risultati della guerra aerea sul Vietnam, della guerra dei sei giorni e delle guerre indo-pakistane. Il costo previsto per la produzione di un prototipo era di 3 milioni di dollari. Questo piano di sviluppo era solo indicativo e l'Aeronautica statunitense non era vincolata all'acquisto dell'aereo. Il vincitore della sfida venne annunciato nel maggio 1975.
Cinque aziende aeronautiche risposero alle richieste e nel marzo 1972 vennero annunciati i vincitori per lo sviluppo di un prototipo: il modello 908-909 della Boeing e il modello 401 della General Dynamics. Dopo ulteriori analisi venne declassata la proposta della Boeing, ponendo come secondo prototipo il modello P-600 della Northrop. La General Dynamics e la Northrop vinsero dei contratti di 37,9 e 39,8 milioni di dollari per produrre i prototipi YF-16 e YF-17, con i primi voli di prova pianificati per l'inizio del 1974. Per superare le resistenze nelle gerarchie dell'Aeronautica, la 'cricca del caccia leggero' e tutti gli altri proponenti del programma LWF appoggiarono con successo l'idea di impiegare questi velivoli come complemento ad aerei più pesanti e costosi, per avere in futuro delle unità aeree miste. Il concetto di "alto-costo/basso-costo" fu accettato ampiamente quando i prototipi iniziarono i voli e così la teoria di Boyd, definendosi come la più appropriata, finì per fissare definitivamente la relazione tra gli F-15 e gli F-16, ed in seguito, quella tra l'F-22 Raptor e l'F-35 Lighting II.

### Prototipo
Il primo volo dell'YF-16 fu compiuto il 2 febbraio 1974, ma avrebbe dovuto compiersi il 20 gennaio dello stesso anno. Infatti, il volo del 2 febbraio 1974 fu preceduto, due settimane prima (era il 20 gennaio), da uno "Zero Flight" che non sfociò in un grave incidente solo per l'abilità del capo collaudatore, Phil Oestricher. Il 20 gennaio 1974, infatti, Oestricher dopo le consuete prove a terra e i rullaggi sulla pista, aveva affrontato il rullaggio veloce durante il quale avrebbe dovuto staccare il ruotino dalla pista per, poi, posarlo immediatamente dopo, in modo da avere sufficiente spazio per frenare. Ma non andò come da programma. Oestricher allineò l'aereo con l'asse della pista dell'Air Force Flight Test Center sulla base di Edwards, in California, e accelerò fino a 220 km/h, quindi ridusse la spinta e tirò a sè, in maniera impercettibile, il "joystick" che sul velivolo aveva preso il posto della cloche tradizionale. Fatto ciò, forse a causa della non corretta taratura dell'impianto "fly-by-wire, o forse per il fatto di non essere abituato al comando troppo sensibile, il velivolo alzò il muso con troppa decisione, staccandosi dalla pista manifestando movimenti di rollio a sinistra e a destra. Nonostante l'aereo avesse raschiato la pista con le estremità alari, il pilota rimase lucido e riuscì a riprendere il controllo. L'aereo riportò danni facilmente riparabili, tant'è che due settimane dopo compì un primo volo della durata di 90 minuti comportandosi in maniera egregia. Il primo volo supersonico venne compiuto tre giorni dopo, e il secondo prototipo fece il primo volo il 9 maggio. Successivamente iniziarono i voli dei prototipi YF-17, il 9 giugno e il 21 agosto 1974. In totale, i prototipi YF-16 effettuarono 330 voli e 417 ore di volo, mentre gli YF-17 effettuarono 268 voli.

### Air Combat Fighter competition
Il progetto LWF diventò un serio progetto di acquisizione da parte dell'Aeronautica grazie alla convergenza di tre fattori. Innanzitutto, quattro Paesi alleati degli Stati Uniti in ambito NATO (Belgio, Paesi Bassi, Danimarca e Norvegia) erano alla ricerca di un sostituto dell'F-104G. Tale aereo doveva poter essere prodotto su licenza dalle industrie aeronautiche europee, come era stato in precedenza per l'F-104G. All'inizio del 1974, fu raggiunto un accordo con gli Stati Uniti, in virtù del quale, se l'Aeronautica statunitense avesse ordinato l'aereo vincitore della competizione LWF, anche i suddetti Stati europei avrebbero considerato l'acquisto di svariati esemplari. Secondariamente, anche se la USAF non era particolarmente interessata ad un aereo da combattimento complementare, era però necessario iniziare la sostituzione dei cacciabombardieri F-105 Thunderchief. In terzo luogo, il Congresso degli Stati Uniti, per razionalizzare le spese per la difesa, stava cercando di raggiungere una maggiore convergenza negli approvvigionamenti di velivoli per l'Aeronautica e la Marina. Fu così che nell'agosto 1974 il Congresso reindirizzò i fondi del programma VFAX della Marina verso un nuovo programma chiamato Navy Air Combat Fighter, che aveva lo scopo di sviluppare una variante caccia-bombardiere del progetto LWF per la Marina.
La tempistica degli approvvigionamenti venne guidata dalle necessità dei quattro Paesi alleati, che formarono il "Multinational Fighter Program Group" e che fecero pressioni sugli Stati Uniti per prendere una decisione entro il dicembre 1974. L'Aeronautica USA aveva pianificato di annunciare il vincitore della competizione LWF nel maggio 1975, ma fu anticipata all'inizio dell'anno e venne così velocizzata la fase dei test in volo. Per rispettare questo nuovo e maggiore impegno, unitamente alla decisione di sviluppare una variante cacciabombardiere per la Marina, il programma LWF venne trasformato in una competizione, annunciata dal segretario della difesa James R. Schlesinger nell'aprile 1974 con il nome di ACF (Air Combat Fighter - "caccia da combattimento aereo"). Schlesinger chiarì che il nuovo aereo sarebbe stato "multiruolo" e si sarebbe aggiunto all'F-15 senza fargli alcuna concorrenza, e in questo modo fu posta fine all'opposizione al progetto F-15.
L'annuncio della competizione ACF aumentò gli interessi della General Dynamics e della Northrop, poiché entrarono in gioco altri concorrenti con la seria intenzione di assicurarsi ordini molto redditizi. Tra questi vi erano il Dassault Dassault Mirage F1, il SEPECAT Jaguar e una variante del Saab 37 Viggen chiamata "Saab 37E Eurofighter" (che non deve essere confuso con il successivo Eurofighter Typhoon). Northrop affiancò un altro progetto chiamato P-350 Cobra, molto simile all'YF-17. Il Jaguar e il Cobra vennero scartati, lasciando come candidati gli altri due aerei europei e i due progetti statunitensi. L'11 settembre 1974 l'Aeronautica statunitense confermò le intenzioni di effettuare un ordine in grado di equipaggiare cinque stormi di caccia tattici (tactical fighter wings). Il 13 gennaio 1975 il Segretario dell'Aeronautica John L. McLucas annunciò la vittoria del YF-16.
Le ragioni principali furono i costi operativi inferiori, un maggiore raggio d'azione e le prestazioni di manovra, significativamente migliori di quelle dell'YF-17, specialmente a velocità transoniche e supersoniche. I test in volo rivelarono che l'YF-16 possedeva una migliore accelerazione, una maggiore velocità variometrica, una minore resistenza aerodinamica e (tranne attorno alla velocità di Mach 0,7) una minore imbardata. Un altro vantaggio era costituito dall'impiego del propulsore Pratt & Whitney F100, lo stesso dell'F-15, che permetteva di diminuire i costi unitari del turbofan per entrambi i programmi.
Poco dopo la selezione dell'YF-16, il segretario McLucas rivelò che l'Aeronautica stava pianificando l'acquisto di un numero di esemplari di produzione compreso tra 650 e 1400 unità. Inizialmente vennero ordinati 15 aerei "Full-Scale Development" (11 monoposto e 4 biposto) per i programmi dei test, ma successivamente il numero venne ridotto a 8. Tuttavia, la US Navy annunciò a sorpresa il 2 maggio 1975 la sua decisione di non acquistare la versione navale dell'F-16 perché al suo posto avrebbe sviluppato un aereo derivato dall'YF-17, ma di maggiori dimensioni, che diventò poi il McDonnell Douglas F/A-18 Hornet.

### Produzione
La produzione degli F-16 iniziò nella fabbrica della General Dynamics a Fort Worth, in Texas nel tardo 1975, con il primo esemplare (un F-16 A) terminato il 20 ottobre 1976, che effettuò il primo volo l'8 dicembre.

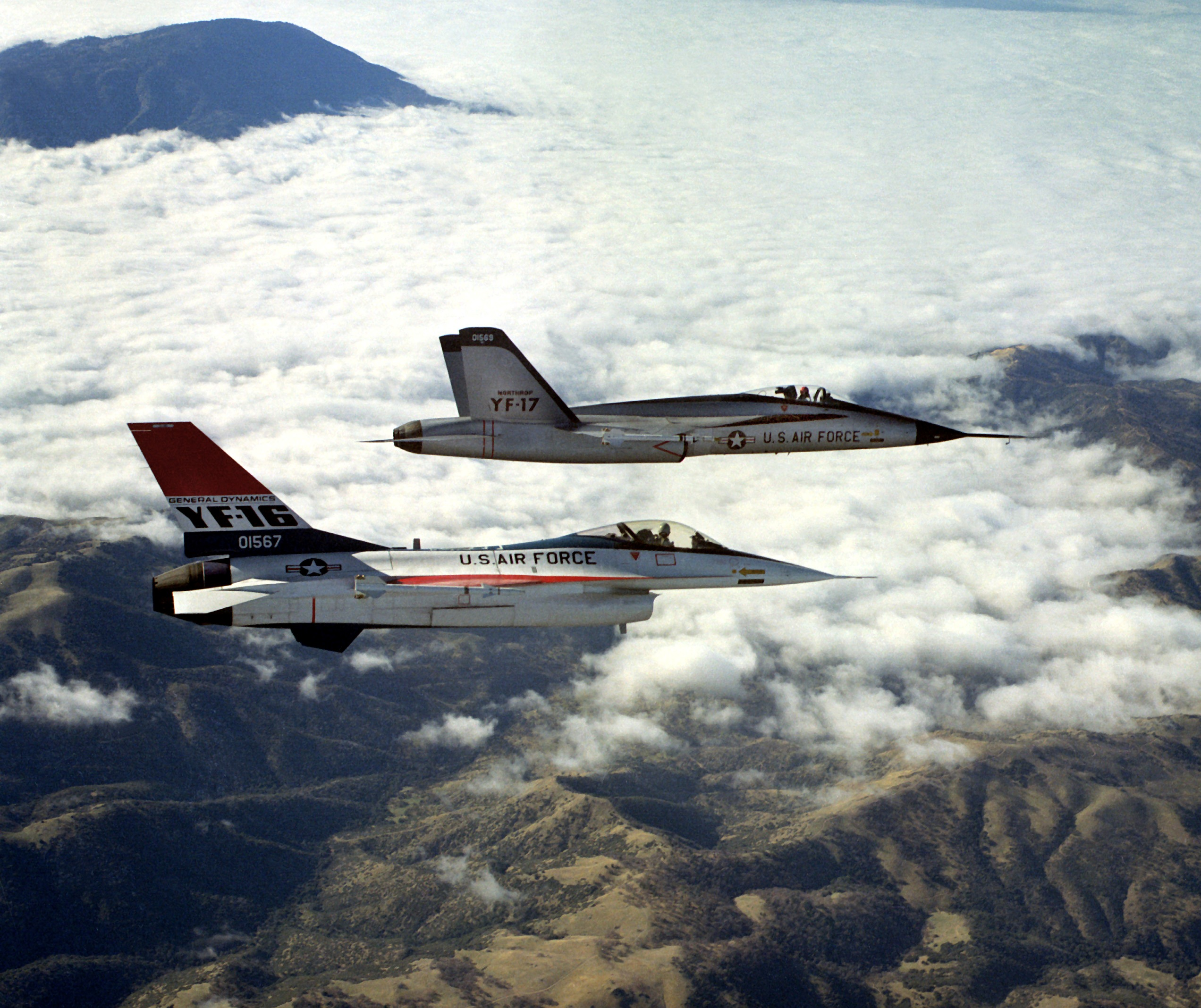
I due prototipi YF-16 e YF-17 in un volo di test, armati con missili aria-aria AIM-9 Sidewinder, il 1º dicembre 1972

Il primo modello a due posti (F-16 B) compì il primo volo l'8 agosto 1977. La prima serie di produzione dell'F-16A volò per la prima volta il 7 agosto 1978 e fu consegnata all'USAF il 6 gennaio 1979. Al velivolo venne dato il nome "Fighting Falcon" ("falco da combattimento") ed entrò in servizio operativo il 1º ottobre 1980 nel 388° Tactical Fighter Wing sulla base aerea di Hill, nello stato dello Utah.
L'aereo venne offerto anche a tutti gli altri Paesi alleati della NATO e fece la sua prima apparizione in Europa durante la manifestazione aerea di Parigi del 1975. Il consorzio dei quattro iniziali Stati europei acconsentì all'acquisto di 348 esemplari, ponendo però la condizione che i velivoli venissero assemblati in Belgio e che la costruzione di alcune parti del caccia venisse subappaltata ad aziende aeronautiche del vecchio continente.

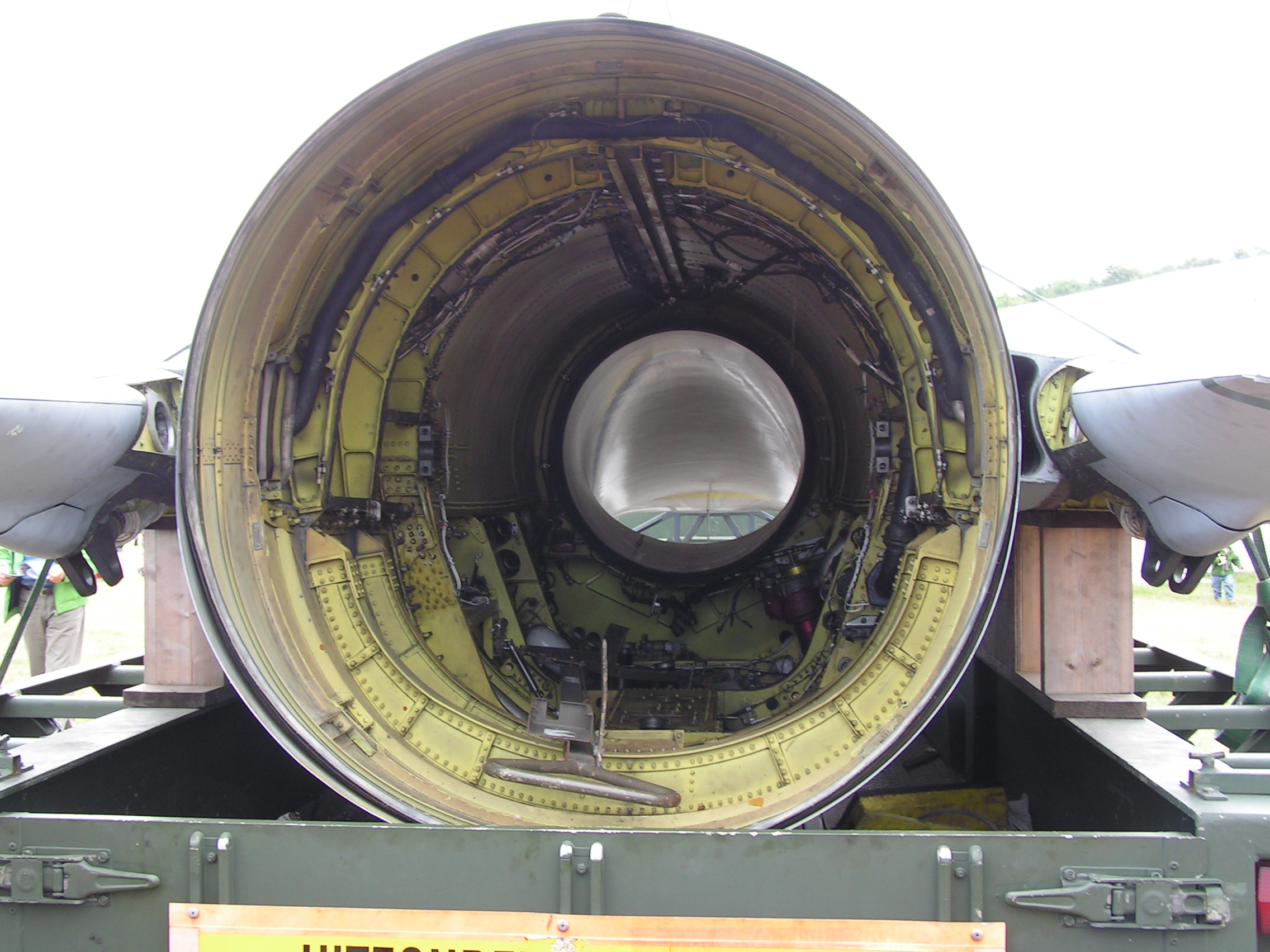
La fusoliera di un F-16 priva del propulsore: è possibile apprezzare la geometria interna della presa d'aria.

Inizialmente furono costruite due versioni dell'F-16, l'F-16A monoposto da combattimento e l'F-16B biposto per l'addestramento operativo. Il primo fece il suo primo volo ufficiale nel dicembre del 1976 e venne assegnato alla prima unità operativa delle forze aeree statunitensi nel gennaio del 1979. Contemporaneamente venne anche assegnato alle forze aeree del Belgio, rappresentando di fatto il primo caso di velivolo distribuito contemporaneamente sia negli Stati Uniti, sia all'estero.
Il modello B biposto venne adattato alle necessità dell'addestramento operativo ampliando l'abitacolo e rinunciando parzialmente alla capacità dei serbatoi. Normalmente l'allievo siede anteriormente davanti al cockpit, mentre l'istruttore trova posto alle sue spalle.
Negli anni ottanta le versioni A e B vennero rimpiazzate da quelle C e D che presentavano delle migliorie sia nel comparto motore, sia nell'avionica. Ulteriori e continui aggiornamenti si susseguirono nel corso degli anni, tutti riconoscibili dall'indicazione del numero di Block che contraddistingue le varie serie.
Dal 1993, anno in cui la General Dynamics cedette l'attività aeronautica alla Lockheed Martin, l'aereo viene prodotto con questo nuovo marchio.
Le versioni E e F sono state introdotte all'inizio del 2000.
Nel 2013 la Boeing è riuscita a far volare un F-16, fermo da 15 anni, senza un pilota a bordo. Questo test è stato effettuato per verificare se tale velivolo può essere utilizzato come UAV. Il decollo è avvenuto da una base in Florida e poi il volo ha proseguito per il golfo del Messico.

Nel 2017 l'F-16 Falcon è stato collaudato con successo dall'Aviazione degli Stati Uniti per il trasporto delle bombe nucleari all'idrogeno B61.

## Analisi del progetto

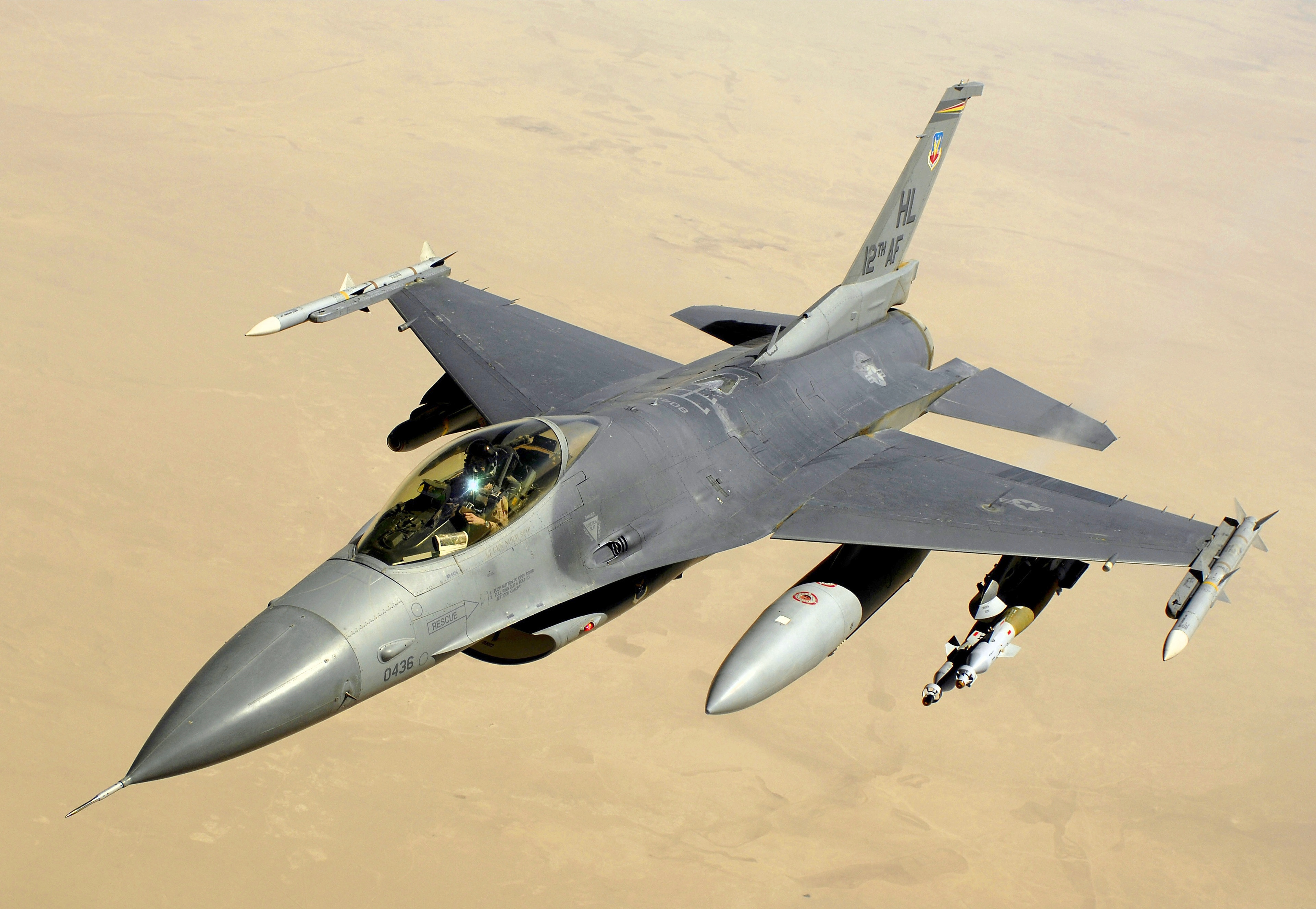
Un F-16 statunitense in Iraq dopo il rifornimento

L'F-16 è un aereo tattico multiruolo supersonico a singolo propulsore, progettato per essere un velivolo relativamente economico da impiegare per molti tipi di missione e mantenere la prontezza di intervento. È più piccolo e leggero dei suoi predecessori, ma impiega soluzioni aerodinamiche e sistemi avionici avanzati, tra cui il primo impiego di un sistema Fly-by-wire, per aumentare le prestazioni nelle manovre. Molto agile, l'F-16 può raggiungere manovre a 9 g ed una velocità massima superiore a Mach 2.
È equipaggiato con un cannone da 20 mm M61 Vulcan, situato nella radice dell'ala sinistra, e i primi modelli potevano caricare fino a sei missili aria-aria a ricerca di calore AIM-9 Sidewinder, tra cui un singolo missile montato su un aggancio all'estremità di ogni ala. Alcuni varianti possono impiegare i missili aria-aria a guida radar AIM-7 Sparrow, mentre i modelli più recenti possono equipaggiare gli AIM-120 AMRAAM. Inoltre possono esser caricati altri tipi di missile aria-aria, un'ampia varietà di missili aria-terra, razzi o bombe, contromisure elettroniche, pod di navigazione, di identificazione del bersaglio o pod di armamento. Undici agganci sotto le ali e la fusoliera possono alloggiare dei serbatoi di carburante aggiuntivi.

### Configurazione generale
L'F-16 è stato progettato per essere meno costoso e con una manutenzione molto più semplice rispetto ai suoi predecessori. La fusoliera è costituita per l'80% da una lega di alluminio aeronautico, per l'8% da acciaio, per il 3% da materiali compositi e per l'1,5% da titanio. Le superfici di controllo di volo, come i flap, gli alettoni e le pinne ventrali sono state costruite impiegando elementi con struttura a nido d'ape in alluminio con rifinitura di resina epossidica rinforzata da grafite. L'F-16 possiede 228 pannelli di accesso, sparsi su tutto l'aereo, l'80% dei quali può essere raggiunto dai tecnici senza il ricorso a cavalletti. Il numero dei punti di lubrificazione, di connettori delle linee di alimentazione e dei moduli sostituibili è stato notevolmente ridotto.
Anche se il programma LWF dell'Aeronautica statunitense richiedeva una vita strutturale del velivolo di sole 4000 ore di volo e il raggiungimento di 7,33 g con l'80% del carburante, gli ingegneri della General Dynamics decisero fin dall'inizio di progettare un velivolo con almeno 8000 ore di volo come vita utile e il raggiungimento di 9 g con il pieno di carburante. Tuttavia, nell'evoluzione del progetto, l'aggiunta di ulteriori sistemi comportò un aumento del peso massimo al decollo e di conseguenza alcune modifiche furono introdotte per irrobustire la struttura.

### Controlli di volo

#### Stabilità statica negativa

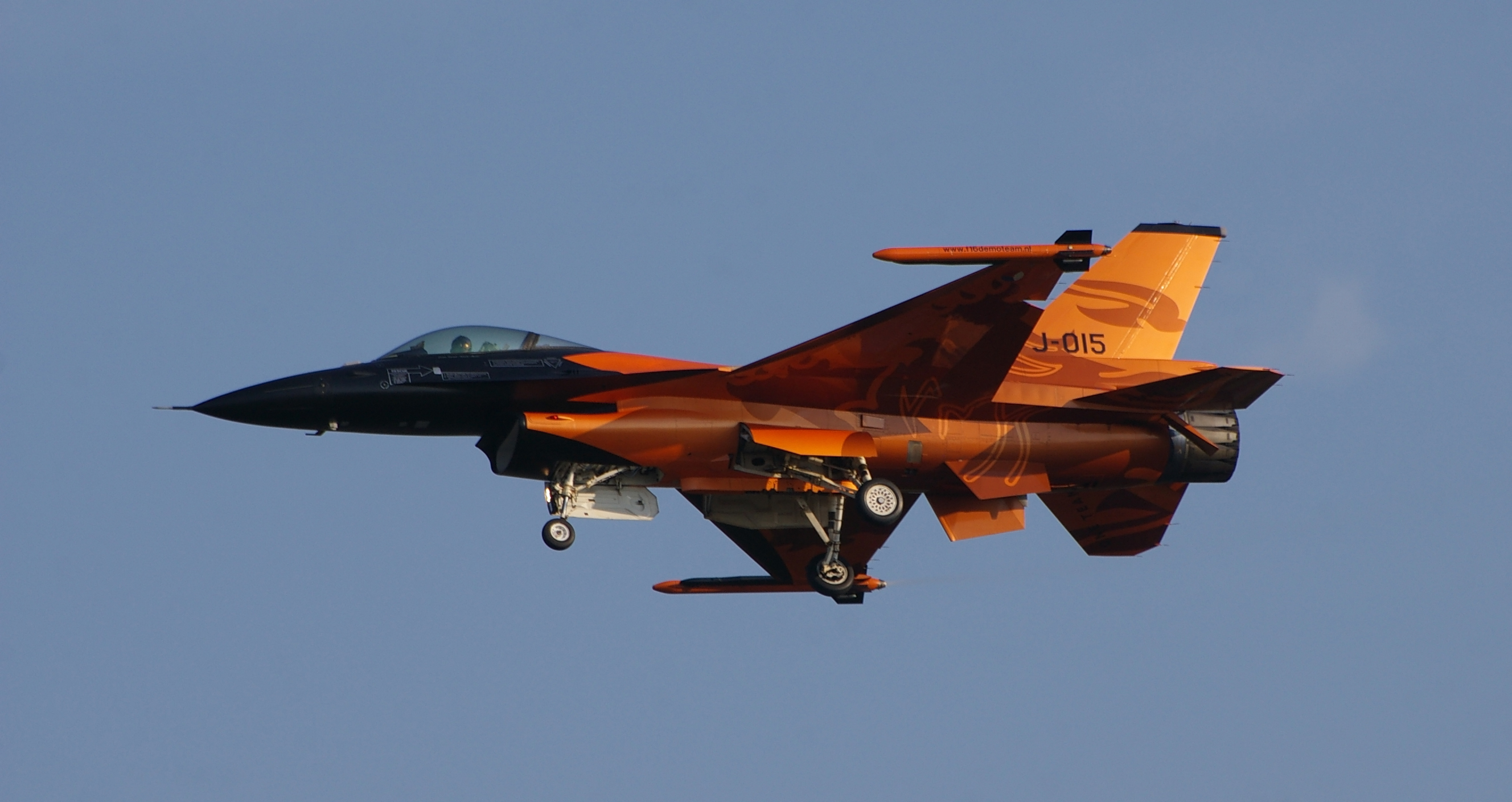
Un F-16 Fighting Falcon olandese durante un volo di addestramento prima dell'Air Show 2009 di Radom

L'F-16 fu il primo aereo intenzionalmente progettato per essere leggermente instabile da punto di vista aerodinamico. Questa tecnica, chiamata stabilità statica rilassata, fu impiegata per migliorare ulteriormente le prestazioni di manovra dell'aereo. La maggior parte degli aerei è progettata con stabilità statica positiva, che fa recuperare l'assetto precedente del velivolo a seguito di una variazione. Tuttavia, la stabilità positiva ostacola la manovrabilità, poiché la tendenza a mantenere l'assetto si oppone agli sforzi del pilota che invece lo vuole modificare; d'altro lato, un aereo con stabilità negativa, in assenza di controlli, si allontana velocemente da un volo rettilineo e livellato. Per questo motivo, un aereo con stabilità negativa sarà maggiormente manovrabile, ma dovrà essere costantemente mantenuto sotto controllo. A velocità supersonica un tale aereo possiede una stabilità maggiore a causa delle forze aerodinamiche, mentre a velocità subsonica l'aereo è sempre sull'orlo di perdere il controllo.

#### Fly-by-wire
Per controllare la tendenza dell'aereo ad allontanarsi da un assetto stabile ed evitare al pilota la necessità di controbilanciare costantemente con la cloche, l'F-16 possiede un sistema fly-by-wire a quattro canali. Il computer per il controllo del volo, componente chiave del sistema, rileva i comandi del pilota dalla cloche e dal timone e comanda le superfici di controllo del volo per produrre la manovra desiderata senza perdere il controllo del velivolo. Il computer effettua ogni secondo migliaia di rilevazioni dell'assetto ed effettua correzioni automatiche per controbilanciare le deviazioni dal percorso di volo che non sono state inviate dal pilota, permettendo così un volo stabile. L'aforisma che circola tra molti piloti di F-16 è: "Non piloti un F-16: è lui che ti pilota".
Il computer incorpora una serie di limitatori che governano i movimenti nei tre assi principali (imbardata, beccheggio e rollio), in base all'assetto dell'aereo, alla velocità e all'angolo di attacco, impedendo i movimenti delle superfici di controllo che potrebbero generare delle instabilità come una "derapata" o una "scivolata", oppure aumentare eccessivamente l'angolo di attacco fino ad entrare in stallo. I limitatori inoltre impediscono di raggiungere accelerazioni superiori al limite di 9 g.
A differenza dell'YF-17, che possedeva un sistema di controllo fly-by-wire, con impianti idromeccanici di riserva, i progettisti dell'F-16 presero la decisione innovativa di eliminare ogni connessione meccanica tra i comandi e le superfici di controllo aerodinamiche. Il controllo di volo, affidato solo all'elettronica e ai cavi, fece guadagnare all'F-16 il nomignolo di "jet elettrico". La ridondanza quadrupla permette una degradazione dolce nella risposta dei comandi di volo nel caso un canale sia malfunzionante. Mentre nelle varianti A/B il sistema era affidato a componenti elettroniche di tipo analogico, a partire dai modelli F-16 C/D Block 40 venne sostituito da un sistema digitale.

### Abitacolo

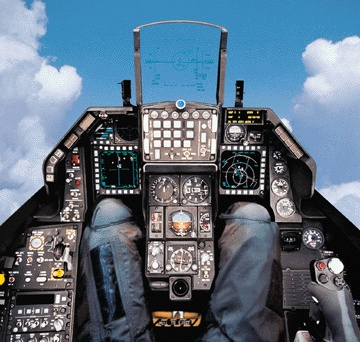
Cabina di un F-16C. Il F-16V ha un grande MFD al centro.

Dalla prospettiva del pilota, una delle caratteristiche più evidenti dell'F-16 è l'eccezionale visuale dall'abitacolo, caratteristica vitale durante il combattimento aria-aria. Il tettuccio in policarbonato a prova di impatto con i volatili, fornisce una visuale a 360°, con 40° gradi verso il basso dai lati e 15° verso il basso sul davanti (in confronto ai 12-13° dei predecessori); il seggiolino eiettabile del pilota è montato in posizione più elevata. Inoltre, il tettuccio è costruito come un pezzo singolo, senza giunture o connessioni tra le parti che possano impedire la buona visuale del pilota. Solo nelle versioni a due posti è presente un elemento di rinforzo che crea un'interruzione, necessaria a causa della lunghezza del tettuccio.
Il sedile ACES II è reclinato all'indietro di 30° per migliorare la tolleranza dei piloti alle alte forze di accelerazione, diminuendo la probabilità di perdere conoscenza. Questa configurazione deve essere tuttavia associata all'uso di un poggiatesta al fine di evitare dolori o traumi al collo.. Successivamente i progettisti del sedile hanno diminuito l'angolo a 20°.
Il pilota fa volare il velivolo principalmente attraverso un joystick montato sul poggiabraccio di destra (invece della comune posizione centrale), e una manetta per il propulsore nella parte sinistra. Sono presenti pedali convenzionali per il timone. Per migliorare il controllo del pilota in manovra ad alti g, molti controlli sono stati raggruppati e resi accessibili sui due gruppi di controllo posizionati su entrambi i lati con sistema HOTAS (Hands On Throttle And Stick). Una leggera pressione della mano sul controllo provoca la trasmissione dei segnali elettrici attraverso il sistema fly-by-wire alle varie superfici di controllo. Inizialmente il joystick era fisso, ma questa soluzione si rivelò scomoda e difficile da gestire per i piloti, quindi venne inserito una certa quantità di "gioco" sulla manopola. Dalla loro introduzione nell'F-16, i controlli HOTAS sono diventati standard nei moderni aerei da combattimento.
L'abitacolo possiede un display a testa alta (head up display - HUD), che proietta le informazioni di volo e di combattimento attraverso icone e simboli di fronte al pilota, senza ostruirne la visuale. Potendo tenere la testa sopra la linea dell'abitacolo, questo sistema migliora la consapevolezza da parte del pilota di quello che sta succedendo attorno a lui. Dai modelli del Block 52 è possibile impiegare il sistema JHMCS della Boeing per il lancio di missili aria-aria con controllo del puntamento dalla visiera dell'elmetto. Questo sistema permette al pilota di mirare il missile direttamente nella direzione della sua testa - anche fuori dalla visuale dell'HUD. Il primo impiego operativo del JHMCS fu nella Guerra in Iraq.
Il pilota ottiene le informazioni sul volo e sullo stato dei sistemi dai display multifunzione. Il display di sinistra è quello primario e mostra generalmente mappe e rilevazioni radar, quello di destra è il display di sistema, che mostra le informazioni fondamentali sul propulsore, sul carrello di atterraggio, sulle impostazioni dei flap e degli slat, la quantità di carburante e lo stato delle armi. Inizialmente i modelli F-16 A/B possedevano un singolo display monocromatico a tubo catodico (CRT), mentre le informazioni di sistema erano fornite da una serie di indicatori tradizionali. Questi display CRT vennero sostituiti da display a cristalli liquidi a colori, a partire dal Block 50/52. Gli esemplari appartenenti al Block 60 possiedono tre display a colori programmabili e interscambiabili, dotati della funzionalità "picture-in-picture", in grado di sovrapporre le informazioni tattiche sulla mappa.

### Radar
La versione F-16 A/B era originalmente equipaggiata con il radar Westinghouse (ora Northrop Grumman) AN/APG-66. L'antenna ad array era sufficientemente compatta da essere contenuta nel relativamente piccolo muso dell'aereo. Possedeva quattro frequenze operative all'interno della banda X (8-12 GHz), e forniva quattro modalità di combattimento aria-aria e sette modalità aria-terra, anche di notte o con maltempo.
La versione successiva del radar, l'APG-66(V) 2, equipaggiata a partire dal Block 15, aggiunse un nuovo e più potente processore, migliore affidabilità e un range aumentato in ambienti disturbati o in presenza di contromisure radar. Il programma di aggiornamento lo sostituì con la versione successiva, chiamata APG-66(V) 2A, con un ulteriore aumento di velocità e di memoria.
A partire dai modelli F-16 C/D Block 25 venne introdotta l'evoluzione dell'AN/APG-66, chiamata AN/APG-68. Questo radar possedeva un maggiore range e una migliore risoluzione, 25 modalità di funzionamento, tra cui la mappatura del terreno, la rilevazione di bersagli a terra in movimento, di bersagli in mare e la funzionalità track-while-scan che permetteva di gestire fino a dieci bersagli. Dal Block 40/42, il modello APG-68(V) 1 ha aggiunto piena compatibilità con i pod LANTIRN e una modalità high PRF pulse Doppler per fornire una illuminazione del bersaglio adatta all'impiego di missili Semi-active radar homing (SARH), come l'AIM-7 Sparrow.
Dal Block 50/52 venne inizialmente impiegato il più affidabile APG-68(V) 5, con un DSP costruito con tecnologia VHSI. I successivi Block 50+/52+ ricevettero la versione APG-68(V) 9, con un range ulteriormente aumentato del 30%, una modalità ad apertura sintetica per la mappatura ad alta risoluzione e per l'individuazione ed il riconoscimento dei bersagli. Nell'agosto 2004 la Northrop Grumman ricevette un contratto per iniziare l'aggiornamento dei radar APG-68 degli aerei appartenenti ai Block 40/42/50/52 alla versione (V) 10, che possiede un sistema autonomo di rilevazione dei bersagli per l'impiego di armi di precisione guidate dal GPS.
La versione F-16 E/F è equipaggiata con il radar AN/APG-80.
Raytheon annunciò nel luglio 2007 che stava sviluppando un nuovo radar chiamato Raytheon Next Generation Radar (RANGR), basato sul precedente AN/APG-79, come candidato alternativo ai radar AN/APG-68 e AN/APG-80 per i nuovi esemplari di F-16 e l'aggiornamento di quelli già prodotti. Il 1º novembre 2007 la Boeing selezionò questo progetto nell'ambito del programma di ammodernamento dei sistemi radar dell'Aeronautica.
Nel 2022 l'US Air Force stava facendo installare il nuovo radar AESA AN/APG-83 SABR su 608 dei suoi caccia F-16C/D Block 40-42 e Block 50-52.

### Struttura
La cellula ha una struttura abbastanza semplice e tradizionale, anche se molto leggera. La presa d'aria è semplice e senza sistema di variazioni del flusso all'entrata. Oltre a questo, le ali sono a delta molto allungato con le rotaie di lancio all'estremità. Hanno grandi estensioni chiamate LERX (Leading Edge Root Extension - estensioni alla radice del bordo d'attacco) sul bordo d'attacco per incrementare la maneggevolezza.

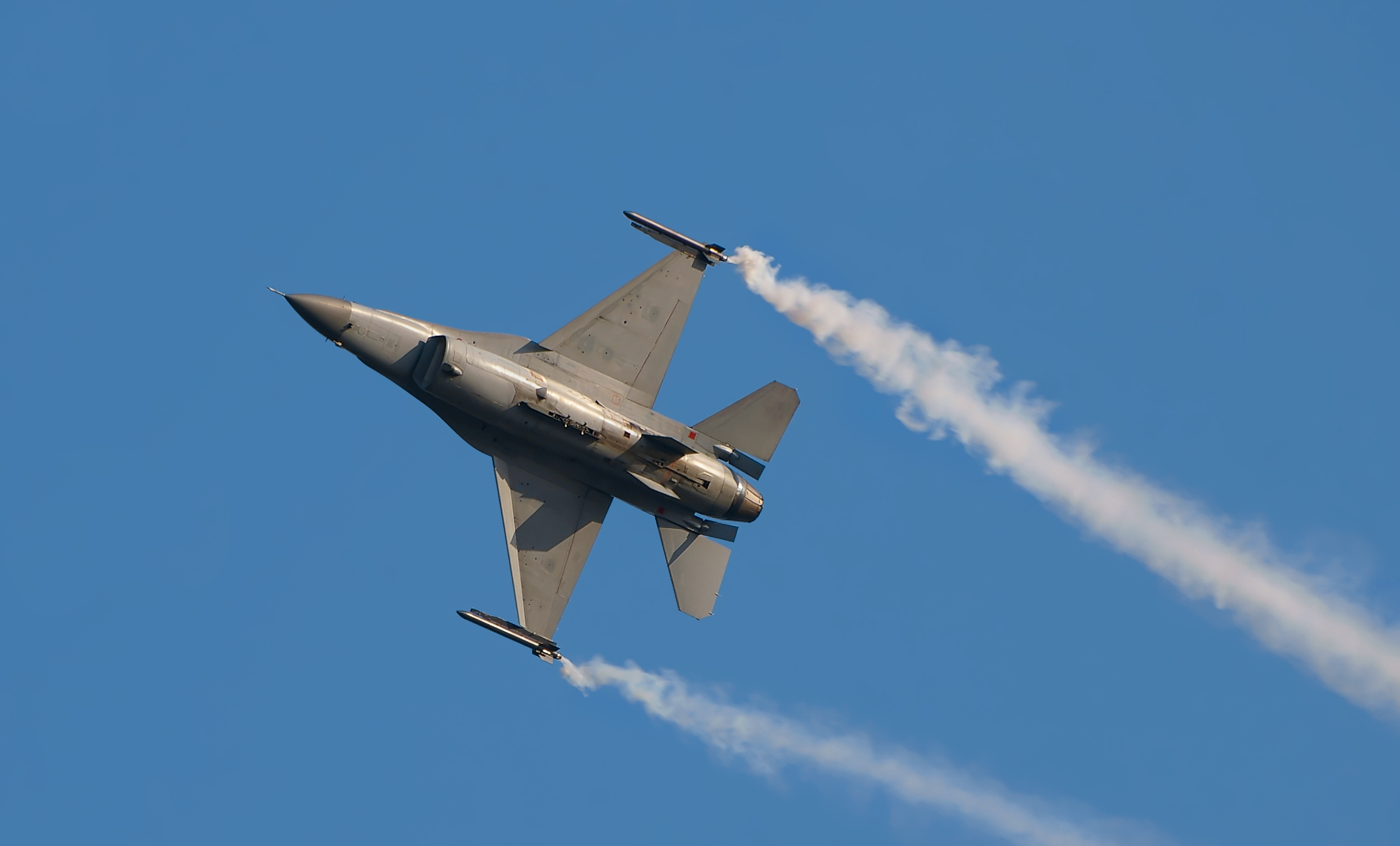
Un F16 dell'aeronautica militare belga durante un volo di addestramento prima dell'"Air Show 2009" a Radom, Polonia.

La coda è singola, ma la stabilità direzionale è aiutata da due pinne ventrali. Il carico utile è di circa 5 tonnellate, teoricamente 9 (in questo caso non potrebbe essere effettuato alcun carico di carburante senza superare il massimo peso al decollo). Siccome l'ala, per lasciare abbastanza spazio, ha una posizione intermedia, il carrello d'atterraggio è sistemato nella fusoliera ed ha carreggiata stretta. L'avionica comprende, oltre ai sistemi summenzionati, un ricevitore di allarme radar della serie ALR, radar-altimetro, radio UHF/VHF, IFF ed altro ancora, tra cui la predisposizione per pod ECM quali l'ALQ 119, ALQ 131 e ALQ 184. Alcune macchine, come quelle norvegesi, hanno un sistema di disturbo radar compreso nella dotazione interna. I lanciatori di inganni radar (decoy) trovano posto all'esterno della fusoliera. I modelli recenti hanno il sistema di navigazione-attacco LANTIRN, oppure il sistema di identificazione radar migliorato per le missioni SEAD (soppressione delle difese aeree). A parte questo, tutti gli strumenti sono stati via via aggiornati, inclusi gli schermi multifunzione, il radar, il sistema passivo, comunicazioni, la predisposizione per i missili Sparrow e AMRAAM.

### Propulsore

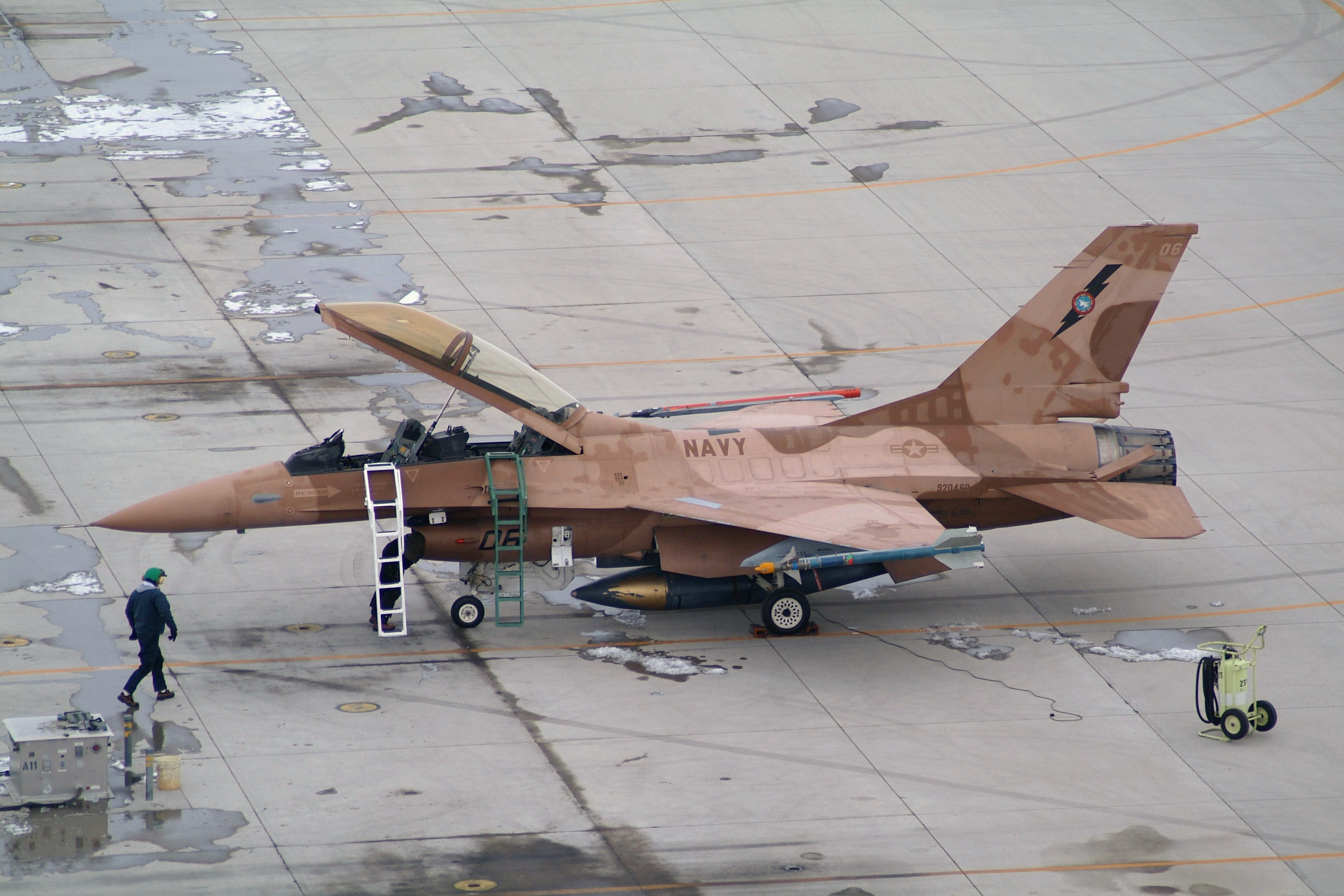
Un F-16B

Inizialmente venne selezionato il propulsore turboventola Pratt & Whitney F100-PW-200, una versione leggermente modificata del modello F100-PW-100 impiegato dall'F-15. Con una spinta di 106,0 kN, venne impiegato fino al Block 25. Gli esemplari del Block 15 facevano parte di un aggiornamento chiamato Operational Capability Update, che introdusse il modello F100-PW-220, in grado di generare una spinta di 105,7 kN. Quest'ultimo propulsore venne impiegato anche nella produzione dei velivoli Block 32 e 42. Anche se la nuova versione non forniva una differenza sostanziale nella spinta, il suo vantaggio era l'impiego di un componente chiamato DEEC (Digital Electronic Engine Control) con il compito di controllare il propulsore, aumentandone l'affidabilità e riducendo il rischio di stalli. La versione F-100-PW-200 aveva infatti a volte la spiacevole tendenza ad entrare in stallo, con la necessità di una riaccensione in volo del propulsore. Il nuovo modello entrò nella linea di produzione degli F-16 nel 1988, e sostituì il modello F100-PW-100 utilizzato negli F-15. Molti esemplari con il modello 220, a partire dal Block 25, vennero aggiornati da metà 1997 alla versione F100-PW-220E, capace di una affidabilità ulteriormente migliorata e una ridotta manutenzione come, ad esempio, la diminuzione del 35% del tempo impiegato per rimuovere il propulsore.
Lo sviluppo del modello 220E fu il risultato del programma dell'aeronautica statunitense chiamato Alternate Fighter Engine (informalmente nota come "la grande guerra dei motori"), dove fece l'ingresso la General Electric. Il propulsore proposto da questo produttore, il motore turboventola F110-GE-100, richiedeva tuttavia la modifica della presa d'aria del velivolo. Infatti, mantenendo la presa d'aria originale, il propulsore soffriva di una diminuzione nella spinta massima da 128,9 kW a 114,5 kN (Per capire quale propulsore viene montato, gli esemplari con numero di Block che termina con "0", come il Block 30, montano il propulsore della General Electric, mentre quelli il cui numero termina con "2" impiegano il propulsore della Pratt & Whitney).
Ulteriori sviluppi di questi motori da parte dei produttori, all'interno del programma Increased Performance Engine, portò alla produzione del modello F110-GE-129 con spinta di 131,6 kN (a partire dal Block 50) e il modello F100-PW-229 da 129,4 kN (a partire dal Block 52). Dei 1 446 F-16 C/D ordinati dalla USAF, 556 erano spinti dal F100 e 890 dall'F110. Gli esemplari del Block 60, in dotazione agli Emirati Arabi Uniti, sono alimentati dal modello F110-GE-132, che sviluppa 144,6 kN ed è il più potente motore montato sull'F-16.

## Varianti

### Varianti principali
| Block | Modelli | Motore          |
| ----- | ------- | --------------- |
| 1     | F-16A/B | PW F100-PW-200  |
| 5     | F-16A/B | PW F100-PW-200  |
| 10    | F-16A/B | PW F100-PW-200  |
| 15    | F-16A/B | PW F100-PW-200  |
| 20    | F-16A/B | PW F100-PW-200  |
| 25    | F-16C/D | PW F100-PW-220E |
| 30    | F-16C/D | GE F110-GE-100  |
| 32    | F-16C/D | PW F100-PW-220E |
| 40    | F-16C/D | GE F110-GE-100  |
| 42    | F-16C/D | PW F100-PW-220E |
| 50    | F-16C/D | GE F110-GE-129  |
| 52    | F-16C/D | PW F100-PW-229  |
| 60    | F-16E/F | GE F110-GE-132  |
| 70    | F-16V   | GE F-110-GE-129 |

#### F-16 A/B
Le versioni F-16A (posto singolo) e F-16B (doppio posto) vennero inizialmente equipaggiate con un radar AN/APG-66, un propulsore F100-PW-200 della Pratt & Whitney (64,9 kN / 106,0 kN con postbruciatore). Queste versioni includono i Block 1, 5, 10, 15, 20. La USAF acquistò 674 F-16 A e 121 F-16B, la cui consegna venne terminata nel 1985. Il costo unitario era 14,6 milioni di $ (valuta del 1992).
Mentre le differenze tra gli esemplari dei Block 1, 5, 10 erano ridotte, gli aerei appartenenti al Block 15 ricevettero degli aggiornamenti significativi, tra cui stabilizzatori orizzontali maggiorati, la nuova versione AN/APG-66(V) 2 del radar e una strumentazione radio Have Quick II in banda UHF. Il Block 15 è stata la variante più numerosa, con 983 esemplari prodotti.

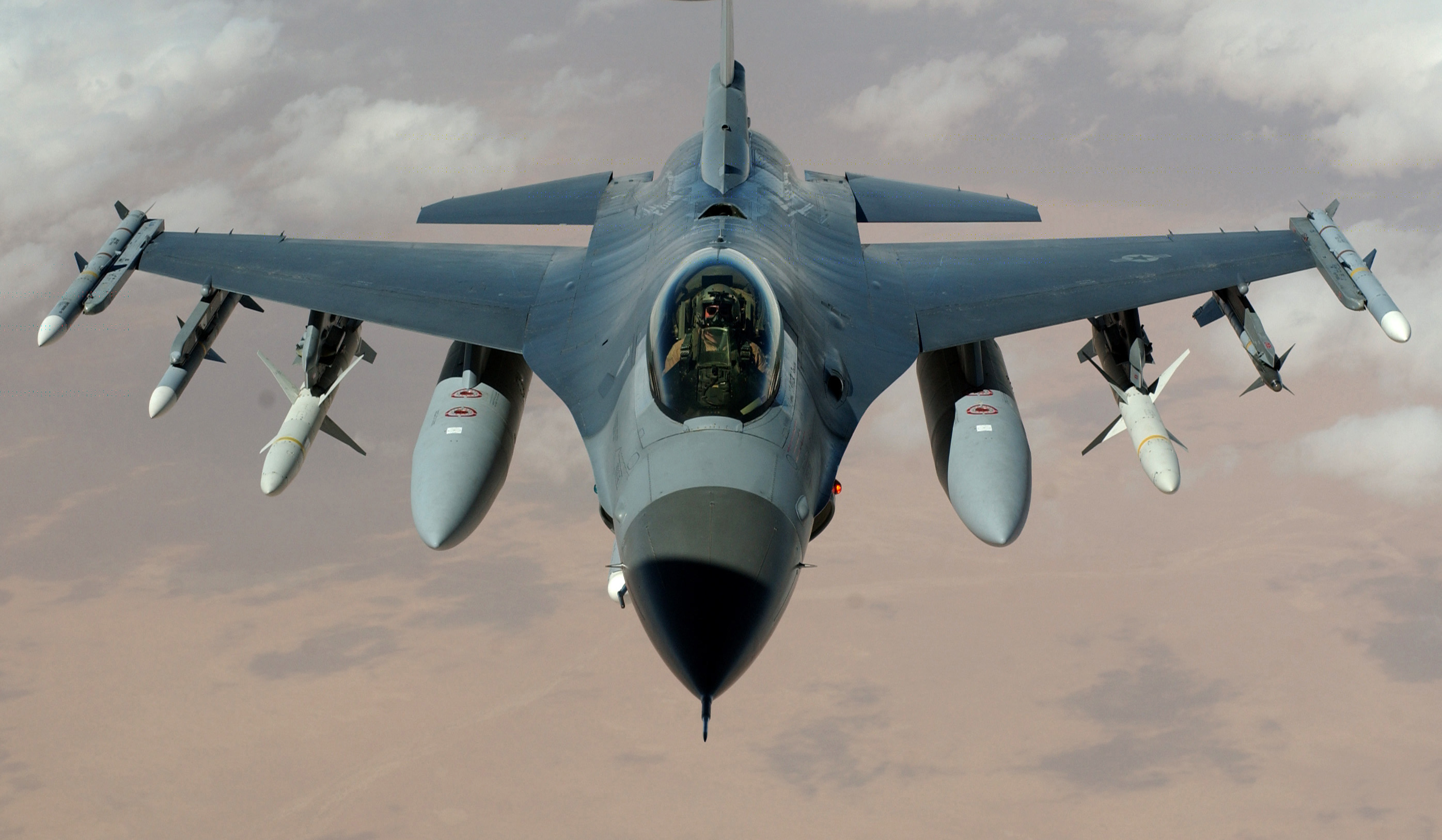
USAF F-16C

Il Block 20 introdusse alcune migliorie appartenenti alla versione F-16 C/D, tra cui la versione AN/APG-66(V) 3 del radar, la capacità di impiegare i missili AGM-45 Shrike, AGM-84 Harpoon e AGM-88 HARM, oltre alla possibilità di impiego di pod di navigazione LANTIRN e di individuazione del bersaglio. Anche i computer vennero significativamente aggiornati rispetto a quelli dei Block precedenti.

#### F-16 C/D
Le versioni F-16C (posto singolo) e F-16D (doppio posto) entrarono in servizio nel 1984. Il Block 25 fu il primo ad appartenere a questa versione. Le differenze con quella precedente erano una migliore capacità di impiego in qualunque condizione atmosferica e la possibilità di utilizzare i missili "oltre il raggio visivo" aria-aria AIM-7 e AIM-120. Con il Block 25 venne migliorata l'avionica dell'abitacolo, il radar AN/APG-68. Inoltre, gli esemplari vennero equipaggiati con il nuovo propulsore F100-PW-200, successivamente aggiornato alla versione F100-PW-220E. Vennero consegnati un totale di 209 esemplari Block 25. Il costo unitario era di 18,8 milioni di $ (valuta del 1998).

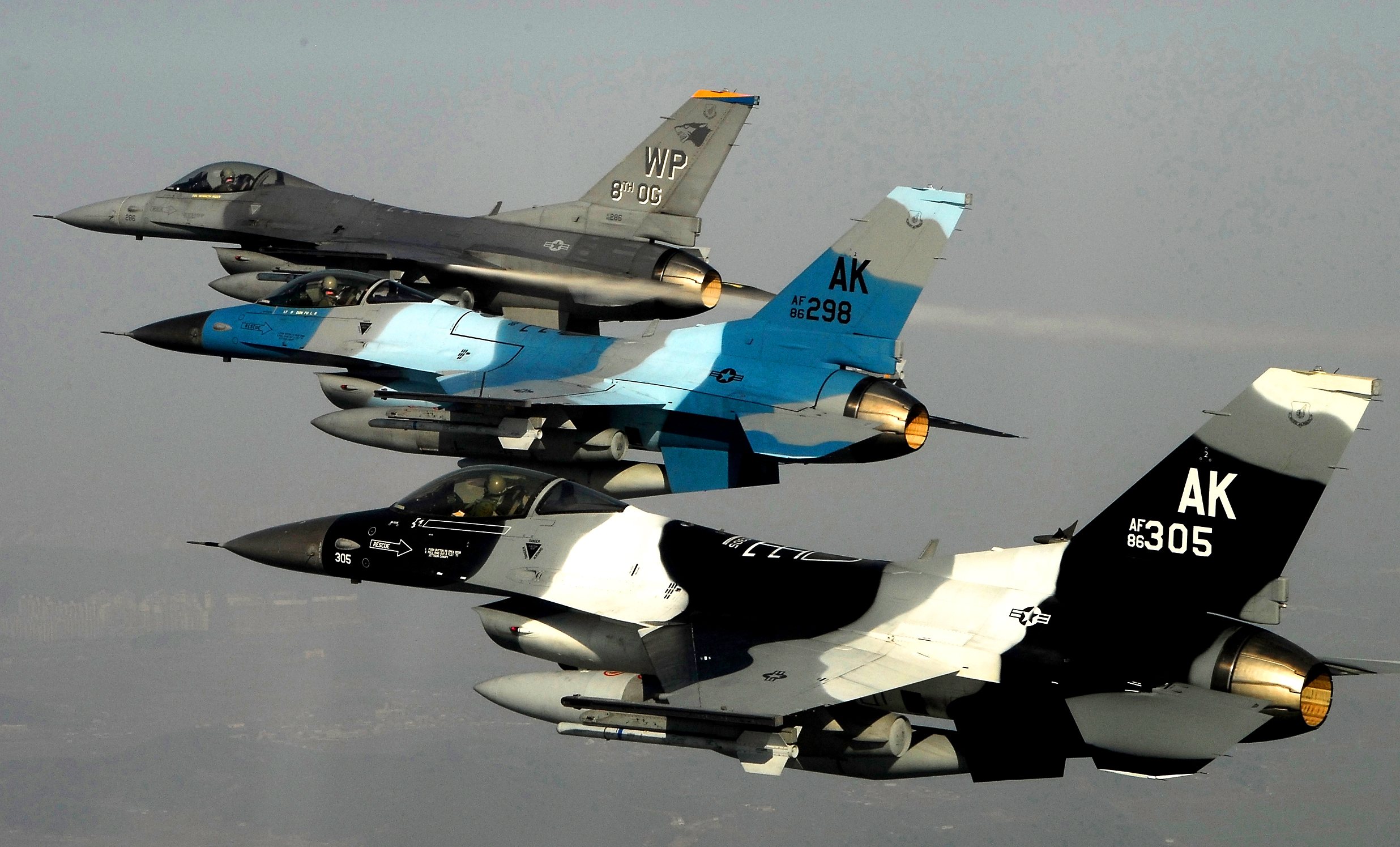
Tre esemplari statunitensi di F-16 Block 30 in formazione sopra la Corea del Sud

Con i Block 30/32 venne implementato il progetto Alternative Fighter Engine, con l'introduzione per la prima volta del propulsore General Electric F110-GE-100, oltre al consueto propulsore Pratt & Whitney. A partire dal Block 30 si decise di utilizzare il propulsore GE mentre il propulsore P&W si decise di installarlo nei Block il cui numero terminava con "2" (ad esempio Block 32). Gli aerei del Block 30 entrarono in servizio nel 1987. Le differenze principali erano la possibilità di impiego dei missili AGM-45 Shrike, AGM-88 HARM, e AIM-120. Dal Block 30D vennero utilizzati delle prese d'aria maggiorate (chiamate Modular Common Inlet Duct) per il propulsore GE. Vennero prodotti 733 esemplari appartenenti al Block 30/32.

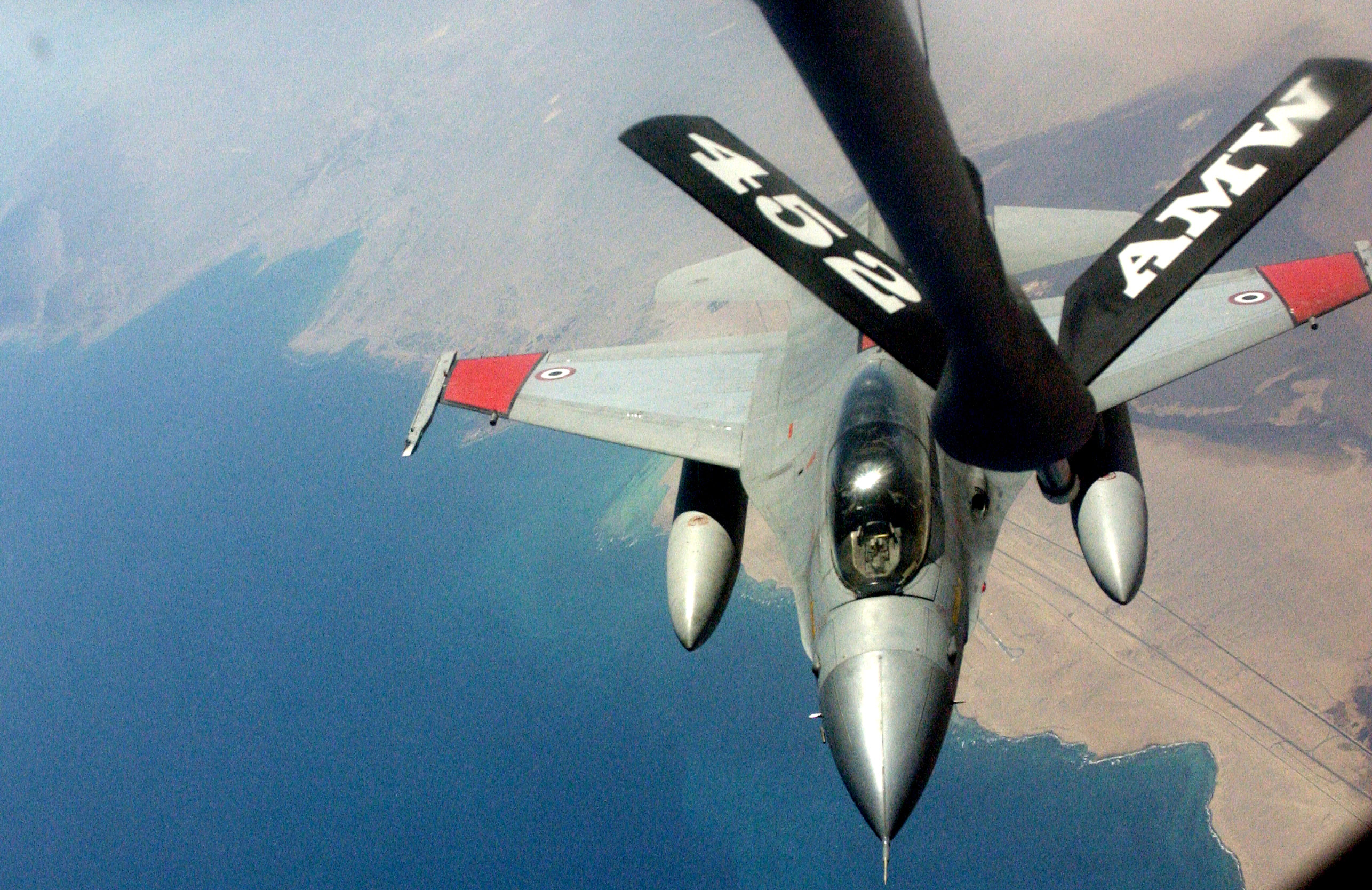
Un F-16 D Block 40 egiziano

Nel 1988 entrò in servizio il Block 40/42, una versione migliorata con possibilità di impiego in ogni condizione atmosferica e di notte; non ufficialmente venne chiamato F-16 CG/DG e le sue capacità notturne gli fecero guadagnare il soprannome di "Night Falcon". Tra le altre modifiche, un aggancio rinforzato e maggiorato per i pod LANTIRN, un radar migliorato e un ricevitore GPS. Dal 2002, il Block 40/42 aumentò la varietà delle armi disponibili, con l'aggiunta di JDAM, AGM-154 Joint Standoff Weapon, Wind Corrected Munitions Dispenser e le bombe GBU-27 Paveway III. Vennero consegnati 615 esemplari.
Nel 1991 entrò in servizio il Block 50/52, equipaggiato con un ricevitore GPS/INS migliorato e la possibilità di trasportare ulteriori missili. Il Block 50+/52+ venne consegnata all'aeronautica greca nell'aprile 2003. Le differenze principali sono l'impiego del radar APG-68(V) 9, un generatore di ossigeno di bordo e il casco JHMCS.

#### F-16 E/F
Le versioni F-16E (monoposto) e F-16F (biposto) non sono in dotazione all'USAF e sono destinate unicamente all'esportazione.
Originalmente la sigla F-16 E/F doveva essere assegnata ai velivoli derivati dal General Dynamics F-16XL. Questo prototipo tuttavia fu accantonato dalla selezione dell'F-15E Strike Eagle nel 1984. Il Block 60 doveva essere riservato per la produzione della pianificata versione CAS (supporto aereo ravvicinato) A-16, ma il suo sviluppo venne cancellato. La variante F-16 E/F appartiene ad una versione speciale sviluppata per gli Emirati Arabi Uniti, ed è chiamata non ufficialmente "Falcone del Deserto".

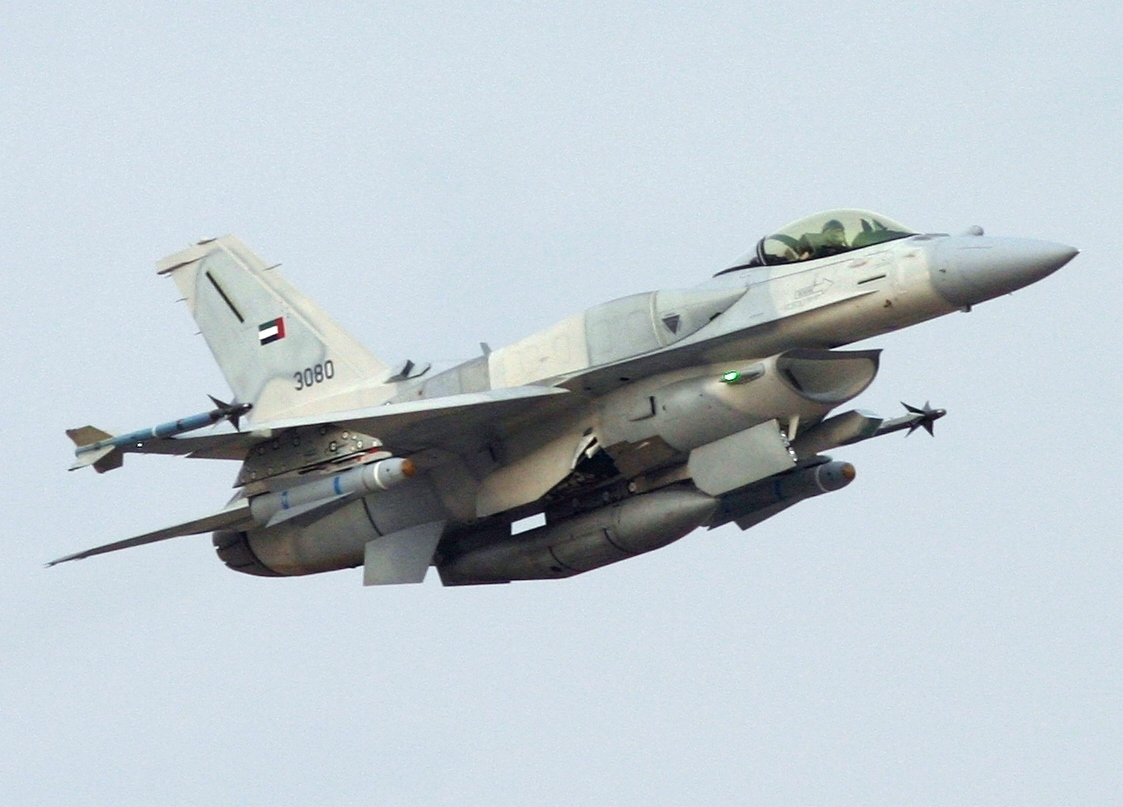
Un F-16 Block 60 degli Emirati Arabi Uniti in decollo dopo essere stato trainato fuori dalla fabbrica della Lockheed Martin a Fort Worth, Texas

Il Block 60 è basato sui modelli F-16 C/D Block 50/52 e possiede un radar e un'avionica migliorata. È stato venduto solo agli Emirati Arabi. Gli aggiornamenti comprendono il radar AN/APG-80, che fornisce al velivolo la capacità di tracciare e distruggere simultaneamente bersagli aerei e terrestri. Il propulsore è il General Electric F110-GE-132, un aggiornamento del modello 129 ed in grado di sviluppare 144 kN. Gli armamenti sono compatibili con quelli del Block 50/52, oltre ai missili AIM-132 ASRAAM, AGM-84E SLAM. Il bus MIL-STD-1553 è stato sostituito con un bus dati MIL-STD-1773 a fibre ottiche, in grado di trasferire una quantità di dati 1000 volte superiore. Gli Emirati Arabi hanno investito circa 3 miliardi di $ per lo sviluppo del Block 60, in cambio di una percentuale nelle vendite dei modelli Block 60 alle altre nazioni. Per la prima volta, un modello destinato all'esportazione aveva caratteristiche superiori rispetto a quelle in dotazione all'USAF. Il costo unitario è pari a 26,9 milioni di dollari (valuta del 2005).

#### F-16V Block 70/72
L'F-16V, denominato anche F-16 Block 70/72, è una nuova versione del Fighting Falcon dotata del radar AESA Northrop Grumman AN/APG-83 (derivato dall'AN/APG-80 degli F-16E/F block 60) e conosciuto anche come Radar Scalabile Agile Beam (SABR), un nuovo computer di missione Raytheon, un Datalink Link 16, display moderni nel cockpit, un sistema di guerra elettronica avanzato e un sistema di anticollisione a terra. Questa versione sarà disponibile anche per aggiornamenti di flotte di precedenti block costruttivi.

#### QF-16 FSAT
Il 4 maggio 2012 compie il primo volo a sul NAS Cecil Field di Jacksonville (Florida) il primo QF-16 FSAT (Full Scale Aerial Target). Si tratta della conversione, effettuata da Boeing per conto dell'USAF, di vecchi esemplari di F-16, ritirati dal servizio, in aerei bersaglio a pilotaggio remoto utilizzati per sperimentare armi e sistemi difensivi.

## Utilizzatori

Operatori del F-16 a gennaio 2022

Al giugno 2018 sono stati consegnati 4604 esemplari dell'F-16.

### Civili
Canada
- Top Aces

29 tra F-16A block 10 e F-16B block 10 ex Heyl Ha'Avir acquistati a dicembre 2020, con consegne di 3 monoposto e 1 biposto iniziate il 27 gennaio 2021.
 Stati Uniti
- Draken International

12 F-16AM/BM aerei sono stati acquistati dalla Kongelige Norske Luftforsvaret norvegese il 22 novembre 2021.

### Militari
Argentina
- Fuerza Aérea Argentina

20 F-16AM e 4 F-16BM (equivalenti ai Block 50/52) acquistati di seconda mano dalla Flyvevåbnet danese il 16 aprile 2024. Primo esemplare, un F-16BM, consegnato il 16 dicembre 2024.
 Bahrein
- Royal Bahraini Air Force

8 F-16C Block 40 e 4 F-16D Block 40 ordinati nel marzo del 1987 nell'ambito del programma "Peace Crown", ricevuti a partire dal maggio del 1990. Ulteriori 10 F-16C ordinati a febbraio 1998 nell'ambito del programma "Peace Crown II", con consegne iniziate il 22 giugno 2000. Un F-16C è andato perso in Arabia Saudita, durante l'intervento in Yemen il 29 dicembre 2015. Il 22 giugno 2018 è stato firmato il contratto per l'acquisto di 16 nuovi F-16V block 70 (10 monoposto e 6 biposto) e l'aggiornamento a questo standard dei 17 F-16C e 4 F-16D già in organico. Primi tre F-16V (due monoposto ed un biposto) consegnati a marzo 2024.
 Belgio
- Composante Air de l'armée belge

160 esemplari costruiti su licenza dalla SABCA, 59 dei quali (49 F-16AM + 10 F-16BM) in servizio a marzo 2017.
 Bulgaria
- Bălgarski Voennovăzdušni sili

L'11 luglio 2019 il Ministero della Difesa bulgaro ha ufficialmente firmato 4 accordi internazionali per un totale di quasi 1,3 miliardi di dollari per l'acquisto tramite Foreign Military Sales (FMS) di 8 F-16 Block 70. L'ordine per l'acquisto di 8 F-16V (tutti monoposto, e non 6 più 2 biposto come annunciato inizialmente) è stato formalizzato il 2 aprile 2020, con il primo esemplare in consegna per il 2023. Ulteriori 8 F-16V (4 monoposto e 4 biposto) ordinati il 21 settembre 2022. Primo esemplare, un biposto F-16D block 70, consegnato negli Stati Uniti il 31 gennaio 2025 e arrivato in Bulgaria il 1 aprile successivo. Il secondo esemplare, un monoposto F-16C block 70 è stato consegnato il 9 giugno 2025.
 Cile
- Fuerza Aérea de Chile

46 esemplari (6 F-16C Block 50, 4 F-16D Block 52, 29 F-16A MLU e 7 F-16B MLU), 10 dei quali ricevuti nuovi dagli Stati Uniti nel 2002 e 36 F-16A/B MLU (comprati in 2 lotti nel 2005 e nel 2009) ricevuti di seconda mano dai surplus della Koninklijke Luchtmacht olandese. Al settembre 2019 sono operativi tutti i 46 esemplari consegnati, e per i 36 F-16A MLU è allo studio un programma di aggiornamento per dotarli di radar AESA. Inoltre è in valutazione l'acquisto di ulteriori 6/8 aerei block 50 entro il 2021, in modo da avere una flotta aggiornata ben oltre il 2030.
 Corea del Sud
- Daehan Minguk Gonggun

30 F-16C block 32, 10 F-16D block 32, 95 F-16C block 52, 45 F-16D block 52 consegnati dal 1986. Nel luglio 2015, Lockheed Martin e l'Aviazione coreana hanno concordato un accordo per l'upgrade di 134 dei circa 140 esemplari in servizio, per portarli allo standard F-16V. Il Dipartimento della Difesa americano ha annunciato che tale accordo è stato ratificato il 21 novembre 2016. Al dicembre 2018 sono in servizio 22 F-16C block 32, 10 F-16D block 32, 67 F-16C block 52 e 41 F-16D block 52.
 Danimarca
- Flyvevåbnet

La Royal Danish Air Force ricevette, a partire dal 1980, 46 F-16A block 1 e 12 biposto F-16B block 1 che furono assemblati dalla SABCA in Belgio e, successivamente, aggiornati al block 10. Altri 8 F-16A e 4 F-16B furono ordinati nel 1984 per soppiantare gli ormai superati Saab 35 Draken. Ulteriori 7 aerei ex USAF furono consegnati, per sopperire alle perdite, nel luglio del 1994 e nel 1997 portando il totale delle consegne a 77 esemplari. Al luglio 2019 risultano in servizio 30 F-16AM e 11 F-16BM aerei tutti aggiornati allo standard MLU. 20 F-16AM e 4 F-16BM ceduti alla Fuerza Aérea Argentina il 16 aprile 2024.
 Egitto
- Al-Quwwat al-Jawwiyya al-Misriyya

42 F-16 del block 15 (34 F-16A monoposto e 8 F-16B biposto) ordianati con il programma "Peace Vector I" il 25 giugno 1980, con consegne a partire dal 1982. 40 F-16 del block 32 (34 F-16C monoposto e 8 F-16D biposto) ordinati con il programma "Peace Vector II" nel 1981, con consegne a partire dal 1986. 47 F-16 del block 40 (35 F-16C monoposto e 12 F-16D biposto) ordinati con il programma "Peace Vector III" nel giugno 1990, con consegne a partire dall'ottobre 1991. 46 F-16 del block 40 costruiti dalla turca TAI (34 F-16C monoposto e 12 F-16D biposto) ordinati con il programma "Peace Vector IV" nel 1994, con consegne a partire dallo stesso anno e proseguite per tutto il 1995. 21 F-16C del block 40 ordinati con il programma "Peace Vector V" nel 1996, con consegne a partire dal 1999. 24 F-16 del block 40 (12 F-16C monoposto e 12 F-16D biposto) ordinati con il programma "Peace Vector VI" nel marzo del 1999, con consegne a partire dal 2001. 20 F-16 del block 52 (16 F-16C monoposto e 4 F-16D biposto) ordinati con il programma "Peace Vector VII" il 24 dicembre 2009, con consegne a partire dal 2012, che hanno portato il numero finale di velivoli consegnati a 240. Nel 1997, tutti gli aerei del Block 15 e del Block 32 furono modificati al Block 42. All'agosto 2019 risultano in servizio 209 esemplari (30 F-16A, 8 F-16B, 101 F-16C, 25 F-16D).
 Emirati Arabi Uniti
- Al-Imarat al-'Arabiyya al-Muttahida

80 aerei (55 F-16E Block 60 + 25 F-16F Block 60) consegnati a partire dal maggio 2005. 55 F-16E e 22 F-16F in servizio all'ottobre 2019.
 Filippine
- Hukbong Himpapawid ng Pilipinas

Il 24 giugno 2021 il Dipartimento di Stato degli Stati Uniti ha autorizzato la vendita al Governo delle Filippine di 10 caccia F-16C Block 70 e 2 F-16D Block 72 con relative attrezzature per 2,43 miliardi di dollari.
 Giordania
- Al-Quwwat al-Jawwiyya al-malikiyya al-Urdunniyya

La situazione che permise alla Giordania di entrare nella rosa dei Paesi ammessi a ricevere gli F-16 fu la firma, nel luglio 1994, di un trattato di pace con Israele. Con il programma Peace Falcon I, tra il dicembre 1997 e il febbraio 1998, 16 F-16A/B ADF (12 monoposto e 4 biposto) ex USAF e Air National Guard, furono consegnati dopo essere stati prelevati dall'AMARC. Tredici di questi (nove monoposto e 4 biposto), furono trasferiti alla Pakistan Air Force, e consegnati dal 28 aprile 2014. Nel 2003 vennero consegnati ulteriori 17 F-16A/B ADF (12 monoposto e 5 biposto) sempre prelevati dai surplus dell'USAF e dell'Air National Guard, che, tra il 2008 e il 2012, furono aggiornati allo standard MLU M.3 con la supervisione della turca TAI. 12 F-16AM e 4 F-16BM ex Air Composante belga, aggiornati allo standard M.2 furono consegnati nel 2009 in base al programma Peace Falcon III. Con il Peace Falcon IV, sempre nel 2009, furono consegnati 6 F-16BM MLU M.2 ex olandesi. Nel 2011, con il programma Peace Falcon V, ulteriori 6 F-16AM MLU M.2 e 3 F-16BM MLU M.2 furono consegnati dalla Air Composante belga. Con il programma Peace Falcon VI, gli ultimi 13 F-16AM MLU e 2 F-16BM ex KLu olandese, sono stati consegnati tra ottobre e dicembre 2017, e portati tutti allo standard M6.5 prima della consegna. Consegnati complessivamente 59 F-16A e 20 F-16B. Al febbraio 2021 risultano in servizio 59 aerei: 44 F-16AM e 15 F-16BM. Ulteriori 12 F-16V ordinati a gennaio 2023.
 Grecia
- Polemikí Aeroporía

34 F 16C e 6 F 16D acquistati nel 1987 (Programma Peace Xenia I), 40 F-16C/D Block 50 nel 1993 (Programma Peace Xenia II), 40 F 16C e 20 F 16D Block 52+ Advanced nel 2004 (Programma Peace Xenia III), 30 velivoli (Programma Peace Xenia IV), tra il 2009 e il 2010. A dicembre 2019, la Grecia ha assegnato a Lockheed Martin un contratto da 280 milioni di Dollari per l'aggiormamento di 84 tra F-16C/D Block 52 ed F-16C/D Block 52+ Advanced (programma Peace Xenia IV) per portarli allo standard F-16V. Altri 70 F-16 C/D più anziani, Block 30/50 non verranno invece aggiornati.
 Indonesia
- Tentara Nasional Indonesia Angkatan Udara

12 F-16A/B block 15 OCU consegnati nel 1989-1990 in base al programma "Pace Bima-Sena I" più ulteriori 9 F-16A/B block 15 pakistani bloccati da embargo e mai consegnati a questo Paese, consegnati nel 1997, 10 dei quali in servizio al novembre 2018. Nel novembre 2011 in base al programma "Pace Bima-Sena II" sono iniziate le consegne di 24 F-16C/D (19 monoposto e 5 biposto) block 25 ex USAF, aggiornati al block 32, che sono in fase di consegna dal 2015.
 Iran
- Niru-ye Havayi-ye Artesh-e Jomhuri-ye Eslami-e Iran

L'Aviazione iraniana ha in carico 2 esemplari (1 F-16A block 15 + 1 F-16B block 15) ex venezuelani ceduti nel quadro della cooperazione militare tra i due Paesi ed utilizzati a scopi valutativi. Prima della Rivoluzione islamica iraniana, l'Iran dello Shah Mohammad Reza Pahlavi aveva ordinato 160 F-16A che non furono mai consegnati.
 Iraq
- Al-Quwwat al-Jawwiyya al-'Iraqiyya

36 aerei ordinati (24 F-16C block 52 + 12 F-16D block 52). Al maggio 2019 risultano consegnati tutti gli aerei. Due monoposto sono andati perduti insieme ai piloti il 5 giugno 2015 ed il 5 settembre 2017.
 Israele
- Heyl Ha'Avir

Le consegne dei primi 75 tra F-16A “Netz” (Falco) block 10 ed F-16B block 10 avvennero nel 1982 in base al programma "Peace Marble I". Nel 1987 con il programma "Peace Marble II" furono consegnati 51 F-16C block 30 e 24 F-16D block 30. Nel maggio 1988, per sopperire alla cancellazione del progetto Lavi, con il programma "Peace Marble III" furono consegnati 30 F-16C “Barak” (Lampo) block 40 e 30 F-16D block 40. Ulteriori 50 F-16A/B block 10 surplus dell'USAF, in base al programma "Peace Marble IV" furono donati ad Israele per il ringraziamento nel non essere intervenuta durante la Guerra del Golfo del 1991. Infine, con il programma "Peace Marble V", nel 2003, iniziarono le consegne di 102 F-16D block 52, ridesignati F-16I “Sufa” (Tempesta) ed utilizzati esclusivamente come cacciabombardieri. In totale sono stati consegnati 362 aerei. Il 10 febbraio 2018 un cacciabombardiere F-16I dell'aviazione israeliana fu abbattuto da un missile S-200 sparato dai sistemi di difesa siriani. L'aereo cadde in territorio israeliano, il pilota e l'addetto ai sistemi d'arma del caccia riuscirono a lanciarsi con il paracadute prima dell'impatto con il suolo. Uno dei due subì ferite gravi, ma si riprese qualche giorno dopo. 29 tra F-16A block 10 e F-16B block ritirati dal servizio, sono stati acquistati a dicembre 2020 dalla società privata canadese Top Aces, con consegne di 3 monoposto e 1 biposto iniziate il 27 gennaio 2021. Il 16 luglio 2024 sono stati ritirati dal servizio tutti gli F-16C Block 30 Barak 1.
 Italia
- Aeronautica Militare

34 esemplari consegnati (30 F-16A ADF Block 15 + 4 F-16B ADF Block 10) con il programma "Peace Caesar" che ebbe inizio ufficialmente il 28 giugno 2003 con un leasing quinquennale (rinnovato per un ulteriore quinquennio), dove tutti i monoposto erano F-16A-15 ADF aggiornati allo standard "Falcon Plus" con motori Pratt & Whitney F100-PW-220E "Thunder" più altri 4 F-16A OCU (Operational Capability Upgrade) non aggiornati da impiegare come riserva di parti di ricambio. Sostituiti dagli Eurofighter Typhoon, la loro radiazione definitiva è avvenuta il 23 maggio 2012.
 Marocco
- Forces royales air

24 esemplari ordinati (16 F-16C Block 52+ ed 8 F-16D Block 52+) e consegnati dal 2011. Al giugno 2019 ne risultano in servizio 23 esemplari, in quanto un F-16C è precipitato in Yemen per guasto tecnico a maggio 2015. 25 F-16C block 70 Viper verranno consegnati entro il 2021 per un costo di 3,79 miliardi di dollari, mentre i 23 F-16 block 52 verranno aggiornati allo standard del Viper block 70 per un costi stimato di 985 milioni di dollari.
 Norvegia
- Kongelige Norske Luftforsvaret

Dal 1980 al 1984 furono consegnati 60 F-16A block 10 e 12 F-16B block 10 costruiti dalla Fokker, mentre ulteriori 2 F-16B block 15 furono ordinati direttamente alla General Dynamics, per rimpiazzare esemplari fuori uso. Di questi, 56 esemplari sono stati aggiornati allo standard MLU. 12 aerei sono stati ceduti alla società privata statunitense Draken International il 22 novembre 2021. Gli ultimi F-16 sono stati ritirati dal servizio attivo il 6 gennaio 2022. Il 4 novembre 2022, la Norwegian Defence Material Agency (NDMA) ha firmato il contratto del valore di 388 milioni di euro per la vendita di 32 F-16AM/BM all'Aeronautica militare rumena. Il contratto comprende parti di ricambio, attrezzature di supporto, servizio di manutenzione e formazione tecnica.
 Oman
- Al-Quwwat al-Jawiyya al-Sultaniyya al-'Umaniyya

12 esemplari (8 F-16C Block 50 + 4 F-16D Block 50) ordinati nel 2002 con il programma "Peace A'sama A'safiya I". Ulteriori 12 esemplari (10 F-16C Block 52 + 2 F-16D Block 52) ordinati nel 2010 con il programma "Peace A'sama A'safiya II". Al gennaio 2018 sono in servizio 23 F-16C/D appartenenti ai block 50/52 che verranno aggiornati nel software e nel sistema IFF.
 Paesi Bassi
- Koninklijke Luchtmacht

213 F-16 (117 F-16A e 36 F-16B), tutti di costruzione Fokker, consegnati in due lotti dal 1979, il 1° di 102 aerei (80 F-16A e 22 F-16B), il 2° di 111 aerei (97 F-16A e 14 F-16B). Dal 2005, dopo che il governo decise di ridurla, 6 F-16B furono ceduti all'Aviazione Giordana, mentre 18 aerei (11 F-16A e 7 F-16B) furono ceduti all'Aviazione Cilena. Ulteriori 18 F-16A furono ceduti al Cile dal 2010. Gli ultimi 15 aerei sono stati ceduti alla Giordania entro il dicembre 2017, portando a 61 il numero degli esemplari rimasti in servizio. Gli ultimi F-16AM/BM sono stati ritirati dal servizio il 27 settembre 2024.
 Pakistan
- Pakistani Fida'iyye

40 F-16 Block-15 (28 F-16A e 12 F-16B) ordinati nel 1981 e consegnati tra il 1983 ed il 1987, 2 dei quali persi in scontri con aerei sovietici e afghani che sconfinavano durante il conflitto tra i due paesi e 6 successivamente. A causa di questi attriti furono ordinati, a dicembre 1988 altri 11 aerei (6 F-16A e 5 F-16B), seguiti da un ordinativo per 60 aerei. Di questi 71, 28 furono prodotti, ma mai trasferiti, a causa dell'embargo per il programma nucleare. Stoccati sulla Davis-Monthan, in Arizona, in attesa di un acquirente, nel 2002, 14 esemplari (10 F-16A e 4 F-16B) furono trasformati in aggressor per i reparti addestrativi della US Navy. Durante un'udienza al congresso del 20 maggio 2006, John Miller, allora Sottosegretario di Stato per la Politica Militare, dichiarò che gli F-16 pakistani montavano un sistema di controllo (chiamato "regola del doppio uomo") che richiedeva la presenza di due militari autorizzati dagli Stati Uniti nel caso di sorvolo di zone del Pakistan interdette oppure di utilizzo in territorio estero, anche nell'ambito di operazioni o esercitazioni congiunte con Paesi terzi. 
Tale sistema, non menzionato negli Atti del Congresso statunitense, negli USA è implementato nelle centrali e negli armamenti in grado di operare con esplosivi nucleari, nelle aree di accesso circostanti, ed è previsto come obbligatorio dalle procedure di reazione militare ad un attacco atomico, così come negli impianti e nelle attività (civili) che vedono coinvolti materiali nucleari. Dopo la distensione dei rapporti, sono stati consegnati 26 dei 28 aerei bloccati dell'embargo, e nel 2007-2010 sono stati consegnati 18 F-16C/D block-52, seguiti, nel 2014, da 13 F-16A/B (9 F-16 lA ADF e 4 F-16B) già aggiornati allo standard ADF ceduti dalla Giordania e consegnati a partire dal 28 aprile dello stesso anno.
 Polonia
- Siły Powietrzne

48 esemplari (36 F-16C block 52 + 12 F-16D block 52) ordinati nel 2003 con il programma "Peace Sky" e consegnati tra il novembre del 2006 e il dicembre del 2008. Con un contratto da 3,8 miliardi di dollari firmato il 13 agosto 2025, tutti i 48 F-16C/D block 52+ saranno portati allo standard F-16V (block 70/72) tra il 2028 e il 2028.
 Portogallo
- Força Aérea Portuguesa

20 esemplari (17 F-16A block 15 OCU + 3 F-16B block 15 OCU) ordinati in base al programma "Peace Atlantis I" nel 1990 e consegnati a partire dal 1994. Nel 1998 con il programma "Peace Atlantis II" vengono ordinati ulteriori 20 esemplari ex USAF (16 F-16A block 15 + 4 F-16B block 15), più 5 F-16A da utilizzare come fonte di parti di ricambio. In totale sono stati consegnati 45 aerei, 20 dei quali aggiornati allo standard MLU. Dodici aerei (9 F-16A + 3 F-16B), nel 2013, sono stati ceduti alla Romania. Al maggio 2019 sono in servizio 24 F-16AM e 3 F-16BM. Un ulteriore F-16AM è stato consegnato dagli Stati Uniti a maggio 2019, in base ad un accordo del 2013 in cui venivano ceduti 3 aerei (2 monoposto ed un biposto), il secondo dei quali è previsto per la consegna a fine luglio, per essere seguito da un biposto F-16BM alla fine del 2019. Ulteriori 5 aerei sono stati ceduti alla Romania a fine gennaio 2020.
 Romania
- Forțele Aeriene Române

12 aerei (9 F-16A MLU M5.2R + 3 F-16B MLU M5.2R) ordinati nel 2013, usati dal Portogallo. Questo 1º lotto è stato consegnato tra l'ottobre 2016 ed il settembre 2017. Gli aerei sono stati aggiornati allo standard operativo MLU M5.2R da parte dell'azienda aeronautica portoghese OGMA con il supporto di Lockheed Martin. A luglio 2019 il Governo ha dato il via libera all'acquisizione di ulteriori 5 F-16 (4 F-16A e 1 F-16B) ex portoghesi, consegnati tra l'agosto 2020 ed il marzo 2021. Il 3 novembre 2020 la Romania è stata autorizzata dagli Stati Uniti ad un aggiornamento di tutti i velivoli ex portoghesi. Tale aggiornamento comprenderà migliorie all'avionica, al software, alle apparecchiature di comunicazione e di navigazione, alla cabina di pilotaggio e un maggiore supporto logistico. Nel dicembre 2021, il ministro della difesa rumeno ha chiesto al parlamento di acquistare 32 velivoli F-16A/B MLU radiati dalla Aeronautica norvegese. Il 4 novembre 2022, la richiesta è stata approvata dal Parlamento rumeno, e la Norwegian Defence Material Agency (NDMA) ha firmato il contratto del valore di 388 milioni di euro per la vendita degli F-16AM/BM. Il contratto comprende parti di ricambio, attrezzature di supporto, servizio di manutenzione e formazione tecnica. Primi 3 aerei, due F-16AM e un F-16BM consegnati a fine novembre 2023. Ulteriori 3 F-16AM consegnati il 19 aprile 2024. 3 aerei consegnati il 28 giugno 2024. Tre aerei consegnati a fine ottobre 2024. Tre aerei (due monoposto e un biposto) consegnati a dicembre 2024.
 Singapore
- Angkatan Udara Republik Singapura

8 esemplari (4 F-16A block 15 OCU + 4 F-16B block 15 OCU) ordinati nel 1985 con il programma "Peace Carvin I". Due ulteriori esemplari furono ordinati per sostituire uno degli aerei perso durante la consegna. Sette degli otto F-16A/B (3 monoposto e 4 biposto) sono stati ceduti alla Thailandia nel 2005. 18 aerei (8 F-16C block 52 + 10 F-16D block 52) ordinati nel 1994 con il programma "Peace Carvin II". Con il programma "Peace Carvin III" del 1997 furono ordinati 12 esemplari (10 F-16C block 52 + 2 F-16D block 52). Nel 2000 furono ordinati 20 biposto F-16D (con carenatura dorsale atta ad accogliere ulteriore elettronica) con il programma "Peace Carvin IV". In totale sono stati consegnati 62 esemplari. Nel 2016 è iniziato l'upgrade di 60 esemplari che si protrarrà per sei anni, con il quale saranno potenziate le capacità di attacco al suolo ognitempo con l'adozione di nuove armi di precisione tra cui le LJDAM, mentre per l'impiego aria-aria saranno adottati moderni sistemi d'arma che "consentiranno l'ingaggio di un più ampio spettro di minacce entro il raggio visivo".
 Slovacchia
- Vzdušné sily Slovenskej republiky

L'11 luglio 2018 il governo slovacco ha annunciato di aver accettato la proposta di Lockheed Martin per 14 F-16V Block 70/72. Il 12 dicembre 2018, il governo slovacco ha firmato un contratto di approvvigionamento di 1,6 miliardi di euro (1,8 miliardi di dollari) con il Dipartimento della Difesa statunitense (DoD) per 14 F-16V Block 70/72 suddivisi in 12 monoposto e 2 biposto. I primi due esemplari (un monoposto ed un biposto) sono stati presi in consegna negli Stati Uniti il 10 gennaio 2024. I primi due aerei (due F-16V monoposto, in quanto il biposto è stato lasciato negli USA) sono arrivati in Slovacchia il 22 luglio dello stesso anno. Ulteriori due F-16C block 70 consegnati il 1 aprile 2025.
 Stati Uniti
- US Air Force

768 tra F-16A e F-16B (43 block 1, 73 block 5, 213 block 10 e 457 block 15) consegnati a partire dal 17 agosto 1978. Ulteriori 1444 tra F-16C e F-16D (244 block 25, 407 block 30, 62 block 32, 266 block 40, 196 block 42, 216 block 50 e 53 block 52) consegnati a partire dal luglio del 1984.
- US Navy

26 monoposto F-16N e 4 biposto TF-16N appartenenti al block 30E, sono stati consegnati alla Marina a partire dal 1987. Utilizzati per il Dissimilar Air Combat Training (DACT), questi aerei sono stati alleggeriti e rafforzati per far fronte ai continui ed elevati carichi-G a cui erano sottoposti durante il combattimento aereo manovrato. Per risparmiare peso, il F-16N fu dotato del meno capace ma più leggero radar APG-66 radar come quelli installati sugli F-16A/B, e fu eliminato il cannone il M61A1 Vulcan. Gli ultimi esemplari sono stati ritirati nel 1994. 10 F-16A Block 15 e 4 F-16B Block 15 ex pakistani immagazzinati presso il 309° AMARG, ricevuti dalla fine del 2002. Ulteriori 20 F-16C Block 32 e 6 F-16D Block 25 ex Air National Guard richiesti nel 2021, il primo dei quali è stato consegnato il 20 aprile 2022.
- NASA

La sua versatilità e la sua adattabilità, hanno reso l'F-16 una piattaforma ideale per alcuni dei programmi di test della NASA. Oltre a modelli appartenenti al block 15, essa ha gestito alcune delle più esotiche versioni dell'aereo, come l'F-16XL e l'F-16 DTI AFTI.
 Taiwan
- Chung-Hua Min-Kuo K'ung-Chün

150 aerei allo standard MLU consegnati dal 1997 (120 F-16A block 20 MLU + 30 F-16B block 20 MLU) 141 tra F-16A-20 ed F-16B-20 in servizio a giugno 2018, in quanto un F-16A è stato perso il 4 giugno 2018. 142 dei 150 caccia consegnati tra il 1997 ed il 2001, sono stati aggiornati allo standard F-16V block 70/72 tra il 2018 e il 2023. Il primo F-16V è stato riconsegnato il 20 ottobre 2018. Ad ottobre 2019 il governo ha autorizzato l'acquisto di ulteriori 66 F-16V di nuova costruzione, che aggiunti a quelli ottenuti per aggiornamento, hanno portato nel 2022 a 208 gli aerei acquistati. La riconsegna della prima tranche di 42 aerei sottoposta all'aggiornamento al nuovo standard risultava completata a marzo 2021. Il programma è stato completato il 5 febbraio 2024.
 Thailandia
- Kongthap Akat Thai

12 aerei (8 F-16A block 15 OCU + 4 F-16B block 15 OCU) ordinati nel 1987 con il programma "Peace Naresuan I". Altri 6 F-16A block 15 OCU furono consegnati alla fine degli anni '80 con il programma "Peace Naresuan II". Nel settembre 1995 la Thailandia, in base al "Peace Naresuan III", ha ricevuto il primo aereo di un nuovo lotto di 18 F-16 (12 F-16A block 15 OCU + 6 F-16B block 15 OCU) e questo evento ha segnato la fine della produzione di tutti i block 15 da parte della Lockheed Martin. Con il programma "Peace Naresuan IV", il 14 luglio 2000, il governo tailandese ha deciso di acquistare 16 F-16 (15 F-16A ADF e 1 F-16B ADF) le consegne sono avvenute tra l'agosto 2002 e luglio 2003. Sono stati acquistati anche due F-16 block 10 OCU per utilizzarli come fonte di pezzi di ricambio. Il 18 novembre 2004 fu annunciato che la Thailandia avrebbe ricevuto in dono, dal gennaio 2005, 7 aerei (3 F-16A + 4 F-16B) dall'aeronautica di Singapore. In totale l'aviazione thailandese ha ricevuto 61 F-16. Nel 2014 ha ultimato l'aggiornamento di 18 F-16A/B block 15, uniformandoli al block 52. Il pacchetto comprende, puntatore integrato nel casco di volo dei piloti (JHMCS Joint Helmet-Mounted Cueing System), il radar Northrop Grumman APG-68 (V)9, Link 16 che ha permesso l'interscambio in tempo reale di dati con altri caccia di altre nazioni. Un F-16A ed un F-16B sono stati ritirati dal servizio il 30 marzo 2021.
 Turchia
- Türk Hava Kuvvetleri

270 F-16C/D in totale ordinati in vari lotti. Con il programma "Peace Onyx I" il governo della Turchia ordinò 132 F-16C e 24 F-16D dei block 30/40 che in parte dovevano essere costruiti su licenza dalla locale TAI. Nel 1992, con il programma "Peace Onyx II", furono ordinati 80 aerei (68 F-16C block 50 + 12 F-16D block 50), mentre ulteriori 40 F-16C/D furono ordinati a metà anni '90 con il programma "Peace Onyx III". Nel maggio del 2007, infine, in base al programma "Peace Onyx IV", sono stati ordinati gli ultimi 30 F-16C/D. Nel mese di aprile del 2005, il governo turco ha firmato un LoA per l'aggiornamento di 217 F-16 (38 block 30, 104 block 40 e 76 block 50) per un totale di $ 3,9 miliardi di euro. Nel gennaio 2024 è stato approvato dal Congresso statuninitense il pacchetto di accordo per vendita di 40 F-16 Viper alla Turchia e per l'ammodernamento all'ultimo standard di buona parte della flotta di F-16 turchi.
 Ucraina
- Aeronautica militare ucraina

95 tra F-16AM e F-16BM ex danesi (19 aerei), olandesi (24 aerei), norvegesi (22 aerei) e belgi (30 aerei, che saranno consegnati con l'obbligo di utilizzarli solo per la difesa in suolo ucraino) saranno forniti a partire da luglio 2024. Secondo fonti ritenute affidabili, il 31 luglio 2024, dovrebbero essere stati consegnati i primi sei/dieci aerei. I primi esemplari (quattro aerei) sono entrati ufficialmente in servizio il 4 agosto 2024. A dicembre 2024, con un ulteriore consegna di velivoli ex danesi, si stimava fossero in servizio tra 15 e 19 aerei. Tra il 25 e il 26 maggio 2025 sono stati consegnati 24 tra F-16AM e F-16BM ex olandesi.
 Venezuela
- Aviación Militar Venezolana

24 aerei (18 F-16A block 15 e 6 F-16B block 15) acquistati nel 1982 con il programma PEACE DELTA, consegnati nel 1983-1985 ed aggiornati nel 1997 con pod di designazione bersagli Litening II e missili aria-aria Python-4IR, entrambi forniti dall'israeliana Rafael. 2 esemplari (1 F-16A block 15 + 1 F-16B block 15) sono stati ceduti all'Iran nel quadro della cooperazione militare tra i due paesi ed utilizzati a scopi valutativi.

## Livree
Per L'F-16 l'USAF scelse una livrea da superiorità aerea basata su tre diverse tonalità di grigio, grigio scuro FS36118 su tutte le superfici superiori esclusa la parte anteriore della fusoliera, grigio medio FS36270 sulla parte anteriore della fusoliera, sulla deriva, sulle superfici esterne delle pinne ventrali, sulle superfici laterali tra le ali e gli stabilizzatori ed ai lati della presa d'aria e grigio chiaro FS36375 per tutte le superfici inferiori.
Questa livrea è stata mantenuta dalla maggior parte delle forze aeree che hanno adottato il Fighting Falcon.
La Kongelige Norske Luftforsvaret ha adottato una livrea interamente grigio medio FS36270.
La Heyl Ha'Avir ha adottato una livrea desertica con tutte le superfici superiori a chiazze verde chiaro FS34424, marrone scuro FS30219 e sabbia FS33531 e tutte le superfici inferiori azzurro chiaro FS35622 o grigio chiaro FS36375.
L'Aviación Militar Venezolana ha adottato anche per gli F-16 la vecchia livrea usata per decenni dall'USAF con tutte le superfici superiori a chiazze marrone scuro FS30219, verde scuro FS34079 e verde medio FS34102 e tutte le superfici inferiori grigio chiaro FS36622.
L'Aeronautica Militare ha adottato per gli F-16 la livrea originale adottata dall'USAF perché ricevuti come velivoli dai reparti stessi dell'USAF e poi restituiti appena coperti i reparti italiani dal caccia Eurofighter Typhoon EF-2000.
Gli F-16 usati come "aggressor" dall'USAF e dall'US Navy hanno una varietà di diverse livree simili a quelle delle forze aeree potenzialmente ostili che devono “interpretare”.
Gli F-16 della Pattuglia acrobatica dei Thunderbirds hanno una livrea interamente bianco FS17886 con strisce blu FS15044 e rosso FS11136 sul muso e sulle estremità delle ali e della deriva con un uccello stilizzato nero sulle superfici superiori ed inferiori.

## Prezzo
- Costo unitario:
  - F-16A/B: 14,6 milioni di US$ nel 1998
  - F-16C/D: 18,8 milioni
  - Ultimi modelli: fino a 27 milioni (valuta 2005)[senza fonte].

## Cultura di massa
L'F-16 è apparso in diversi videogiochi e simulatori, in particolare Falcon 4.0, dove ha un ruolo da protagonista.
L'F-16 è apparso anche in molti film degli anni 80 e 90 tra cui Il Gioiello del Nilo con Michael Douglas, e il film L'aquila d'acciaio e il suo sequel Aquile d'Attacco.
L'F-16 appare in diverse varianti nel videogioco di simulazione per mezzi terrestri, aerei e navali, War Thunder. Disponibile per la maggior parte delle nazioni in gioco, quali U.S.A., Giappone, Cina (Repubblicana), Italia e Israele. Ad oggi (update Kings of Battle) l'elenco completo è:
- F-16A - Variante Block 10 con aggiunte capacità da attacco al suolo
- F-16A "Netz" - Variante Block 10 per Israele aggiunte con capacità da attacco al suolo
- F-16A ADF - Variante Block 15 (Air Defense Fighter) in dotazione alla US Air National Guard
- F-16A ADF - Variante Block 15 (Air Defense Fighter) in dotazione alla US Air National Guard, ceduto in leasing all'Italia
- F-16A MLU - Variante Block 20 (Mid Life Update) in dotazione all'aviazione di Taiwan (ROCAF), con capacità sia da caccia che da attacco al suolo
- F-16AJ - Variante da esportazione per il Giappone, nella realtà mai acquistata da quest'ultimo
- F-16C - Variante Block 50
- F-16D "Barak II" - Variante Block 40 in dotazione a Israele